# Scotland
Scotland (phát âm tiếng Anh: /ˈskɒt.lənd/, tiếng Gael Scotland: Alba [ˈal̪ˠapə] ⓘ) là một quốc gia cấu thành Vương quốc Liên hiệp Anh và Bắc Ireland, chiếm một phần ba diện tích phía bắc của đảo Anh, giáp với Anh ở phía nam, Đại Tây Dương bao quanh các mặt còn lại: trong đó biển Bắc ở phía đông, và eo biển Bắc cùng biển Ireland ở phía tây nam. Ngoài phần đại lục trên đảo Anh, Scotland có hơn 790 đảo, bao gồm có quần đảo Phương Bắc và Hebrides.
Edinburgh là thủ đô của Scotland và là trung tâm của Phong trào Khai sáng Scotland vào thế kỷ 18. Glasgow là thành phố lớn nhất của Scotland, từng là một trong các thành phố công nghiệp hàng đầu thế giới và hiện là trung tâm của vùng đô thị Đại Glasgow. Vùng biển của Scotland gồm một khu vực lớn trên Bắc Đại Tây Dương và biển Bắc, có các trữ lượng dầu thô lớn nhất trong Liên minh châu Âu. Điều này giúp cho thành phố lớn thứ ba của Scotland là Aberdeen được nhận danh hiệu là thủ đô dầu thô châu Âu.
Trong Sơ kỳ Trung Cổ, Vương quốc Scotland là một quốc gia độc lập. Sau khi Quốc vương James VI của Scotland kế vị vương vị của Anh và Ireland vào năm 1603, Scotland tham gia một liên minh cá nhân với hai Anh và Ireland. Ngày 1 tháng 5 năm 1707, Scotland tham gia một liên minh chính trị với Anh để hình thành một Vương quốc Đại Anh. Liên minh này là kết quả từ Hiệp ước Liên hiệp năm 1706 và được ban hành theo hai Đạo luật Liên hiệp được Nghị viện của hai quốc gia thông qua, bất chấp phản đối dư luận và những vụ bạo động phản chống tại Edinburgh, Glasgow và các nơi khác. Đại Anh tham gia một liên minh chính trị với Ireland vào ngày 1 tháng 1 năm 1801 để hình thành Vương quốc Liên hiệp Anh và Ireland.
Hệ thống tư pháp của Scotland tách biệt với hệ thống tư pháp của Anh, Wales và Bắc Ireland và Scotland thiết lập các quyền hạn riêng biệt trong luật công và luật tư. Việc tiếp tục tồn tại những thể chế tư pháp, giáo dục và tôn giáo riêng biệt với phần còn lại của Vương quốc Anh góp phần vào tính liên tục của văn hóa Scotland và bản sắc dân tộc kể từ khi Liên hiệp vào năm 1707. Sau một cuộc trưng cầu dân ý vào năm 1997, Nghị viện Scotland được tái lập vào năm 1999. Tháng 5 năm 2011, Đảng Dân tộc Scotland giành đa số trong Nghị viện Scotland. Sau đó, một cuộc trưng cầu dân ý được tổ chức vào năm 2014. Scotland có đại diện trong Liên minh châu Âu và được phân sáu ghế trong Nghị viện châu Âu.

## Từ nguyên
Nguồn gốc địa danh "Scotland" xuất xứ từ danh từ Scoti, vốn là tên người La Mã đặt cho thổ dân người Gael. Scotia tức "đất của người Gael" ban đầu được dùng để chỉ Ireland nhưng đến thế kỷ 11 thì Scotia được dùng để chỉ riêng vùng đất của người Gael phía bắc sông Forth tức là Scotland ngày nay.
Ngoài ra địa danh Albania hay Albany cũng được dùng một thời để chỉ Scotland, rút từ chữ Alba trong tiếng Gael. Từ thời Hậu kỳ Trung Cổ trở đi thì danh từ Scotland (chỉ địa vực) và Scots (chỉ dân tộc) mới trở nên phổ biến.
Trong tiếng Việt, nước này còn được gọi là Tô Cách Lan và Ê-cốt. Tô Cách Lan là âm Hán Việt của chữ Nho 蘇格蘭 từ phiên âm qua âm tiếng Trung là Sūgélán. Ê-cốt là phiên âm theo tên tiếng Pháp là Écosse /ekɔs/.

## Địa lý

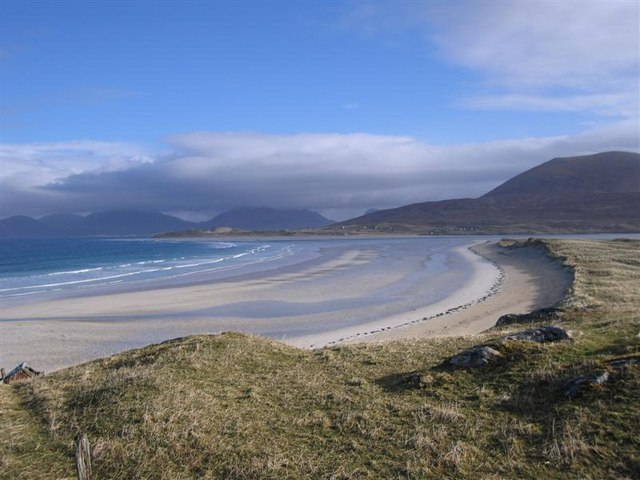
Bãi biển Traigh Seilebost trên đảo Harris phía tây bắc Scotland

Đại lục Scotland nằm về phía bắc và chiếm một phần ba diện tích của đảo Anh, đảo này nằm ngoài khơi bờ biển tây bắc châu Âu lục địa. Tổng diện tích của Scotland là 78.772 km². Biên giới trên bộ duy nhất của Scotland là với Anh, có chiều dài 96 km và nằm giữa lưu vực sông Tweed trên bờ biển phía đông và vịnh Solway tại phía tây. Scotland giáp Đại Tây Dương trên bờ biển phía tây và giáp biển Bắc trên bờ biển phía đông. Đảo Ireland chỉ cách 21 km tính từ bán đảo Kintyre phía tây nam Scotland; Na Uy nằm cách 305 km về phía đông và quần đảo Faroe nằm cách 270 km về phía bắc.
Phạm vi lãnh thổ của Scotland về tổng thể được lập ra theo Hiệp định York năm 1237 giữa hai vương quốc Scotland và Anh và Hiệp định Perth năm 1266 giữa Scotland và Na Uy. Các ngoại lệ quan trọng gồm đảo Man để mất vào tay Anh trong thế kỷ XIV; các nhóm đảo Orkney và Shetland thu được từ Na Uy vào năm 1472; và Berwick-upon-Tweed để mất cho Anh vào năm 1482.
Trung tâm địa lý của Scotland nằm cách vài km tính từ làng Newtonmore thuộc Badenoch. Điểm cao nhất Scotland là đỉnh của Ben Nevis với độ cao 1.344 m trên mực nước biển, còn sông dài nhất Scotland là sông Tay với chiều dài 190 km.

### Địa chất và địa mạo

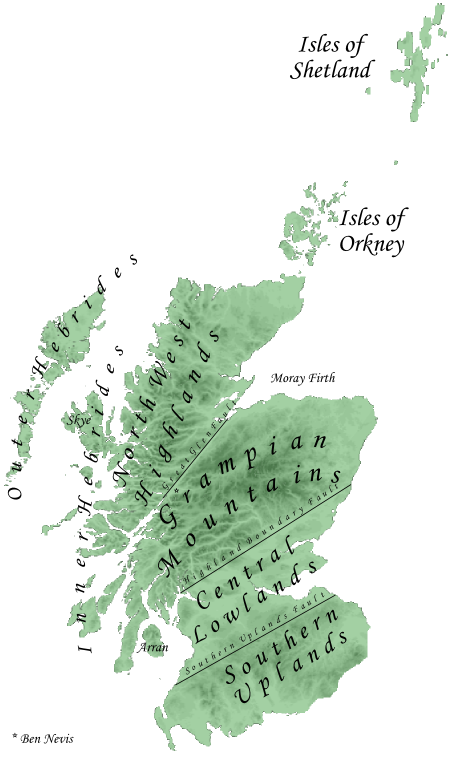
Bản đồ địa hình Scotland

Toàn bộ Scotland bị các phiến băng bao phủ trong các kỷ băng hà thế Pleistocen và cảnh quan chịu tác động nhiều từ việc đóng băng. Theo quan điểm địa chất, Scotland có ba phân vùng chính. Highlands and Islands (vùng cao và đảo) nằm về phía bắc và phía tây của đứt đoạn ranh giới Highland chạy từ Arran đến Stonehaven. Bộ phận này phần lớn gồm các đá cổ từ kỷ Cambri và tiền Cambri, nó được nâng lên trong kiến tạo sơn Caledonia muộn. Xen kẽ là đá mác ma xâm nhập thuộc kỷ nguyên gần đây hơn, tàn dư của nó hình thành các khối núi như Cairngorms và Cuillins trên đảo Skye.
Một ngoại lệ đáng kể ở trên là thành lớp chứa hoá thạch của đá cát kết đỏ cũ, phát hiện chủ yếu dọc bờ biển vịnh Moray. Highlands nhìn chung có địa hình nhiều núi và có các điểm cao nhất của quần đảo Anh. Scotland có trên 790 đảo, được phân thành bốn nhóm chính: Shetland, Orkney, Nội Hebrides và Ngoại Hebrides. Scotland có một số thực thể nước gồm Loch Lomond và Loch Ness. Một số phần của đường bờ biển gồm có machair, một loại đất đồng cỏ đụn cát thấp.
Central Lowlands (miền trung đất thấp) là một thung lũng tách giãn chủ yếu gồm các thành hệ Đại Cổ sinh. Nhiều trầm tích này có tầm quan trọng về kinh tế do tại đó có đá chứa than và sắt, cung ứng cho cách mạng công nghiệp tại Scotland. Khu vực này cũng trải qua hiện tượng núi lửa mạnh, đỉnh Arthur's Seat tại Edinburgh là tàn dư của một núi lửa từng lớn hơn nhiều. Khu vực này tương đối thấp, song các ngọn đồi như Ochil và Campsie Fells hiếm khi xa khỏi tầm mắt.
Southern Uplands (vùng cao miền nam) là một dãy các ngọn đồi chạy dài khoảng 200 km, giao cắt với nhiều thung lũng rộng. Chúng nằm tại phía nam của đường đứt đoạn thứ nhì (đứt đoạn vùng cao miền nam) chạy từ Girvan đến Dunbar. Nền địa chất phần lớn gồm trầm tích kỷ Silur nằm cách nay 4–500 triệu năm trước. Điểm cao nhất Southern Uplands là Merrick với 843 m. Southern Uplands có ngôi làng nằm ở độ cao lớn nhất tại Anh Quốc, đó là Wanlockhead với độ cao 430 m trên mực nước biển.

### Khí hậu

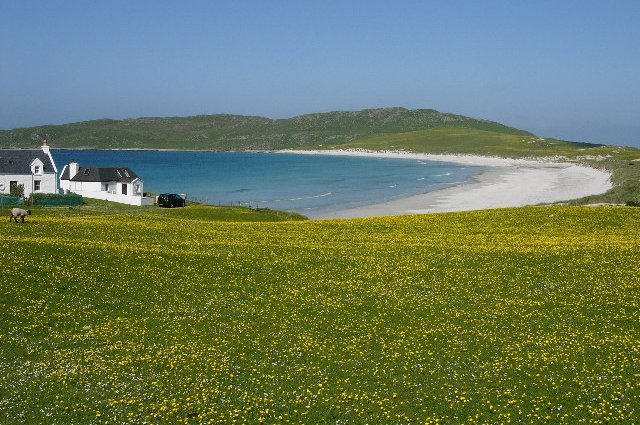
Đảo Tiree ở phía tây là một trong những nơi nhiều nắng nhất tại Scotland

Khí hậu Scotland có tính ôn hoà và đại dương, có xu hướng rất hay thay đổi. Do có hơi ấm từ hải lưu Gulf Stream từ Đại Tây Dương, Scotland có mùa đông dịu hơn nhiều (song mùa hè mát hơn và mưa nhiều hơn) so với các khu vực có vĩ độ tương tự, như Labrador, miền nam Scandinavia, hay bán đảo Kamchatka bên bờ kia lục địa Á-Âu. Tuy nhiên, nhiệt độ tại Scotland nhìn chung là thấp hơn so với phần còn lại của Anh Quốc, nhiệt độ thấp nhất từng ghi nhận được tại Anh Quốc là -27,2 °C đo tại Braemar trên dãy Grampian vào ngày 11 tháng 2 năm 1895. Nhiệt độ trung bình cao nhất trong ngày vào mùa đông là 6 °C tại Lowlands, còn trung bình cao nhất trong ngày vào mùa hè là 18 °C. Nhiệt độ cao nhất từng ghi nhận được là 32,9 °C tại Greycrook, Scottish Borders vào ngày 9 tháng 8 năm 2003.
Miền tây Scotland thường ấm hơn so với miền đông nhờ ảnh hưởng của các dòng hải lưu trên Đại Tây Dương và nhiệt độ mặt nước biển thấp hơn trên biển Bắc. Tiree thuộc nhóm đảo Nội Hebrides là một trong những nơi nhiều nắng nhất Scotland, với trên 300 giờ nắng trong tháng 5 năm 1975. Lượng mưa tại Scotland khác biệt theo vùng, cao nguyên miền tây Scotland là nơi có mưa nhiều nhất, với lượng hàng năm tại một vài nơi vượt trên 3.000 mm. Phần lớn vùng thấp của Scotland có lượng mưa dưới 800 mm mỗi năm. Tuyết lớn ít khi xuất hiện tại vùng thấp, song phổ biến dần theo độ cao. Braemar trung bình mỗi năm có 59 ngày có tuyết rơi, trong khi nhiều khu vực ven biển trung bình mỗi năm có ít hơn 10 ngày có tuyết rơi.

### Động thực vật

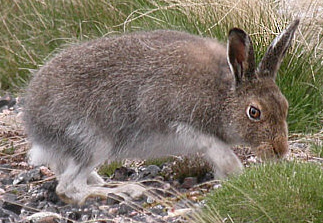
Một cá thể thỏ núi (Lepus timidus) tại làng Findhorn

Sinh vật hoang dã của Scotland mang đặc trưng của vùng tây-bắc châu Âu, song một vài loài thú lớn như linh miêu, gấu nâu, sói, nai, moóc bị săn bắn đến tuyệt chủng từ thời kỳ trước đây. Scotland có nhiều cá thể hải cẩu và các khu làm tổ quan trọng quốc tế của nhiều loại chim biển như ó biển. Đại bàng vàng có tầm quan trọng của một biểu trưng quốc gia.
Trên các đỉnh núi cao, có thể trông thấy các loài như gà gô trắng, thỏ núi và chồn ecmin. Tàn dư của rừng thông Scot bản địa vẫn tồn tại và trong các khu vực này có chim mỏ chéo Scotland, là loài chim đặc hữu và có xương sống duy nhất của Anh Quốc, ngoài ra còn có các loài capercaillie, mèo hoang Scotland, sóc đỏ và chồn thông. Nhiều loài động vật được đưa lại vào Scotland, như đại bàng biển đuôi trắng vào năm 1975, và diều hâu đỏ trong thập niên 1980, và có các dự án thử nghiệm liên quan đến hải ly và lợn rừng. Ngày nay, phần lớn rừng Caledonia bản địa còn lại nằm trong vườn quốc gia Cairngorms, và tàn dư của rừng còn lại trong 84 địa điểm khắp Scotland. Trên bờ biển phía tây, tàn dư của rừng mưa Celt cổ đại vẫn còn, đặc biệt là trên bán đảo Taynish, các rừng này đặc biệt hiếm do mức độ phá rừng cao trong suốt lịch sử Scotland.
Thực vật tại Scotland đa dạng, có các loài cây rừng lá rộng và lá kim, đồng hoang, lãnh nguyên. Tuy nhiên, trồng trọt thương mại quy mô lớn và quản lý môi trường sống đồng hoang vùng cao để chăn thả cừu, cũng như các hoạt động thể thao ngoài trời thương mại có tác động đến phân bổ động thực vật bản địa. Cây cao nhất Anh Quốc là một cây lãnh sam lớn trồng cạnh Loch Fyne, Argyll vào thập niên 1870, và cây thanh tùng tại Fortingall có thể đã 5.000 năm tuổi và có lẽ là cây sống lâu nhất tại châu Âu. Mặc dù số lượng các loài thực vật có mạch bản địa thấp so với tiêu chuẩn thế giới, song hệ thực vật rêu đáng kể của Scotland có tầm quan trọng toàn cầu.

## Lịch sử

### Lịch sử sơ khai
Lãnh thổ Scotland hiện nay từng nhiều lần bị băng hà bao phủ, do vậy làm mất đi bất kỳ vết tích về việc loài người định cư có thể có trước thời đại đồ đá giữa. Người ta cho rằng sau thời băng hà, nhóm người săn bắn hái lượm đầu tiên đến Scotland là vào khoảng 12.800 năm trước, do vỉa băng rút đi sau kỷ băng hà cuối.
Các nhóm người định cư bắt đầu xây dựng những ngôi nhà cố định đầu tiên được biết đến trên đất Scotland vào khoảng 9.500 năm trước, và các ngôi làng đầu tiên xuất hiện vào khoảng 6.000 năm trước. Ngôi làng Skara Brae được bảo tồn tốt trên đảo chính Orkney có niên đại từ thời kỳ này. Các di chỉ cư trú, mộ táng và nghi lễ đồ đá mới đặc biệt phổ biến và được bảo tồn tốt tại quần đảo phía Bắc và quần đảo phía Tây, những nơi đó thiếu cây nên hầu hết công trình được xây bằng đá tại địa phương.
Scotland có thể là bộ phận của một văn hóa mậu dịch hàng hải thời kỳ đồ đồng muộn gọi là Thời kỳ đồ đồng Đại Tây Dương, bao gồm các quốc gia Celt, và các khu vực nay thuộc Anh, Pháp, Tây Ban Nha và Bồ Đào Nha.

### Ảnh hưởng của La Mã

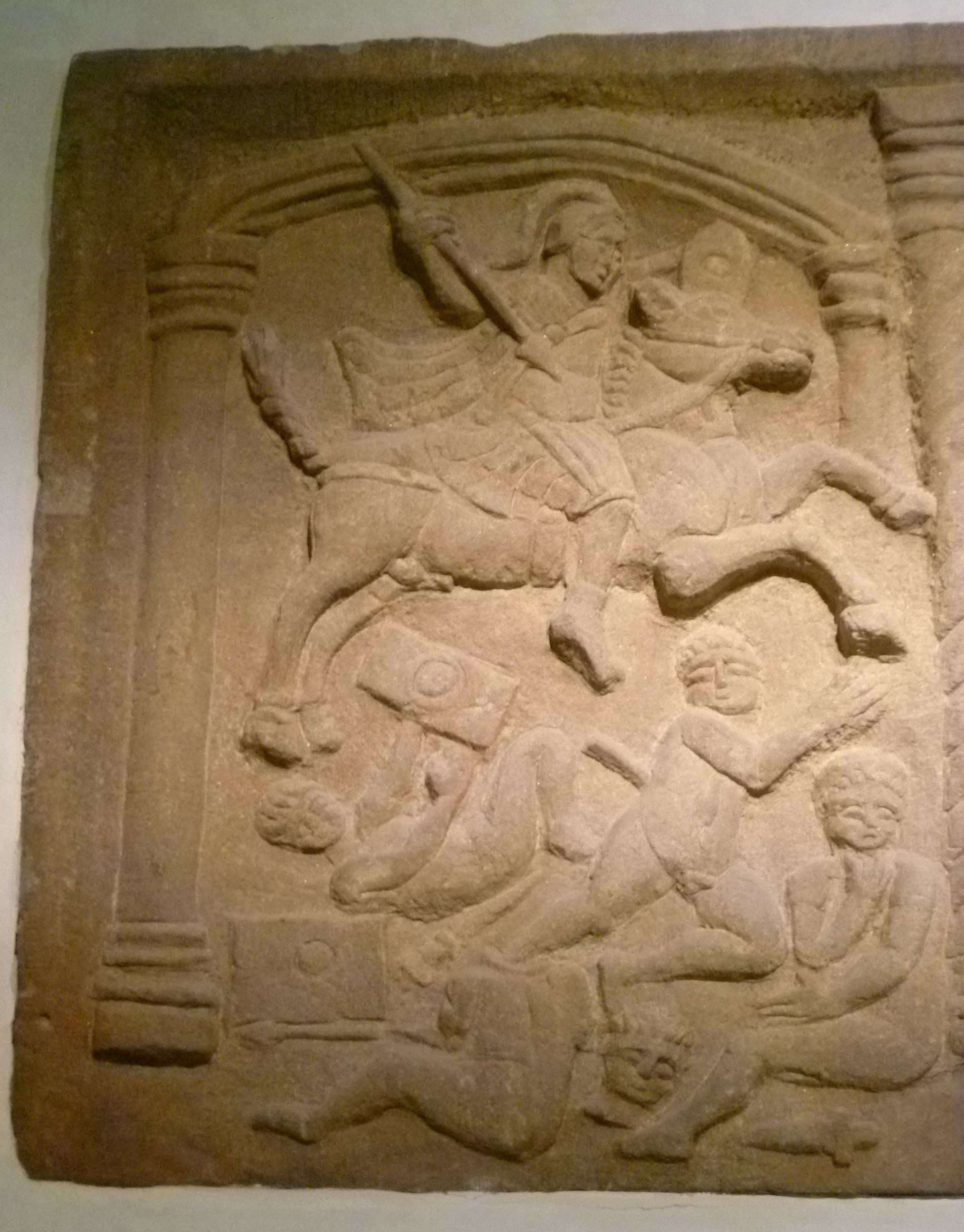
Phiến đá phát hiện tại Bo'ness có niên đại khoảng năm 142, miêu tả kỵ binh La Mã giẫm đạp người Pict.

Thời sơ sử thành văn của Scotland bắt đầu khi thế lực của Đế quốc La Mã lan đến miền nam và miền trung đảo Anh, người La Mã chiếm đóng lãnh thổ nay là Anh và Wales, quản lý nơi đó với vị thế là tỉnh Britannia. Người La Mã xâm chiếm và chiếm đóng miền nam Scotland trong nhiều giai đoạn ngắn.
Theo sử gia La Mã Tacitus, người Caledonia "chuyển sang kháng cự vũ trang với quy mô lớn", tấn công các pháo đài La Mã và chạm trán lẻ tẻ với các quân đoàn. Trong một cuộc tấn công bất ngờ vào ban đêm, người Caledonia gần như quét sạch toàn bộ quân đoàn 9 cho đến khi họ được các kỵ binh của Agricolia ứng cứu. Năm 83–84, Tướng quân Gnaeus Julius Agricola đánh bại người Caledonia trong trận Mons Graupius. Sau khi người La Mã chiến thắng, các pháo đài của họ được lập nên trong thời gian ngắn dọc Gask Ridge gần đứt đoạn ranh giới Highland. Ba năm sau trận đánh, quân La Mã triệt thoái đến Southern Uplands (vùng cực nam Scotland).
Người La Mã dựng nên trường thành Hadrianus nhằm kiểm soát các bộ lạc trên cả hai bên tường do đó phòng tuyến Limes Britannicus trở thành biên giới phía bắc của La Mã; song quân đội cũng trấn giữ trường thành Antoninus tại Central Lowlands trong hai giai đoạn ngắn - giai đoạn cuối là trong thời gian cai trị của Hoàng đế Septimius Severus từ năm 208 đến năm 210.
Người La Mã chiếm đóng quân sự một bộ phận đáng kể của miền bắc Scotland chỉ trong khoảng 40 năm; song ảnh hưởng của họ tại miền nam là điều đáng kể từ giữa thế kỷ I đến thế kỷ V, đó là nơi cư trú của các bộ lạc Briton như Votadini và Damnonii. Thuật ngữ tiếng Wales Hen Ogledd ("bắc cũ") được các học giả sử dụng để miêu tả khu vực nay là miền bắc Anh và miền nam Scotland trong giai đoạn người nói tiếng Briton cư trú khoảng năm 500 đến năm 800. Theo các văn bản từ thế kỷ IX và X, vương quốc Dál Riata của người Gael được thành lập trong thế kỷ VI tại miền tây Scotland. Quan điểm 'truyền thống' là những người định cư từ Ireland lập nên vương quốc này, họ đem theo ngôn ngữ và văn hóa Gael. Tuy nhiên một số nhà khảo cổ học thì cho rằng không có bằng chứng khảo cổ học hay địa danh học về một cuộc di cư hay tiếp quản bởi một nhóm nhỏ tinh hoa.

### Trung Cổ

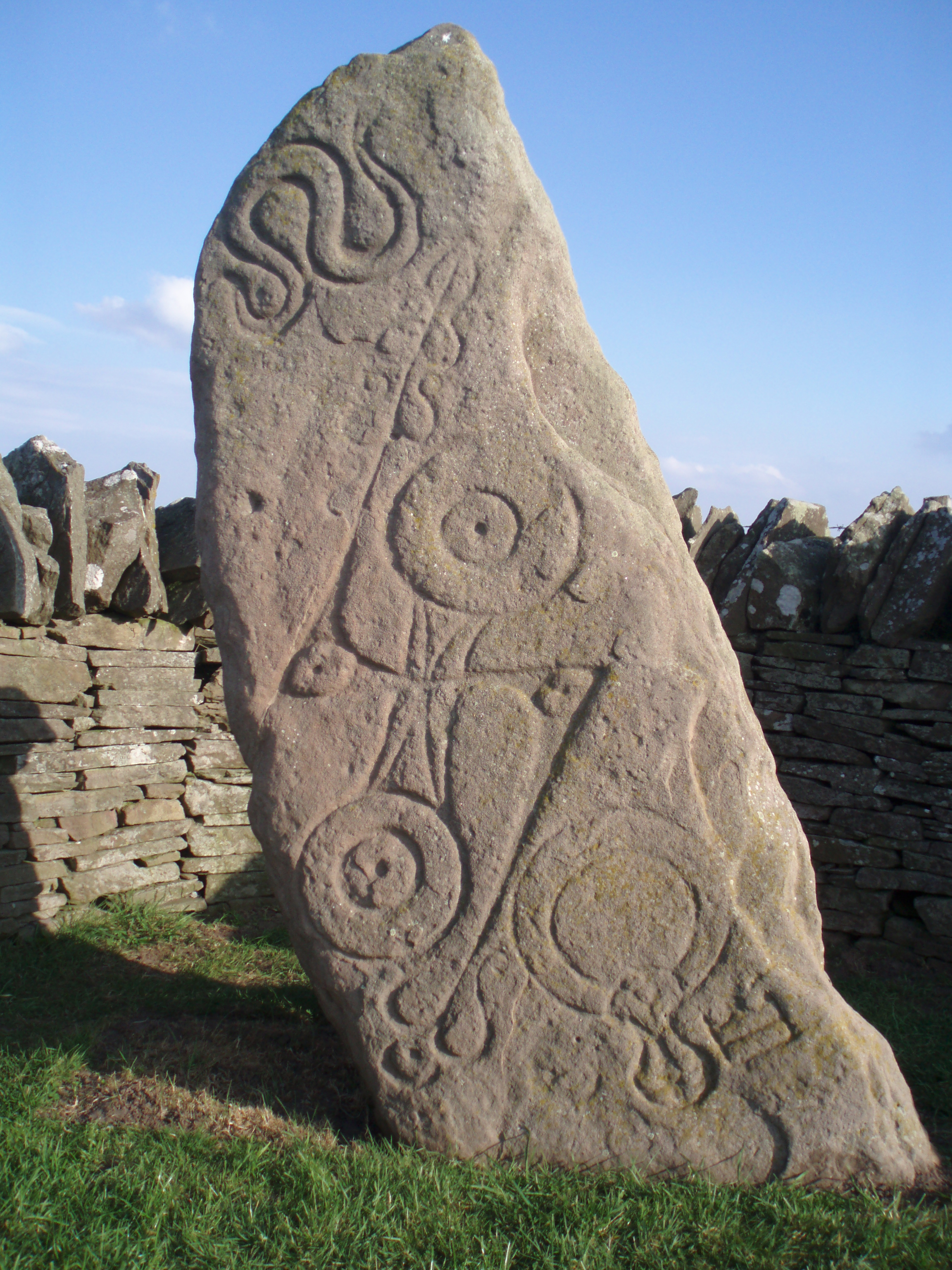
Phiến đá Pict hạng I tại Aberlemno, gọi là Aberlemno 1

Vương quốc của người Pict (có căn cứ tại Fortriu đến thế kỷ VI) là nhà nước phát triển thành "Alba" hay "Scotland". Quá trình phát triển của "Pictland" theo lời sử gia Peter Heather là một phản ứng tự nhiên trước chủ nghĩa đế quốc La Mã. Quan điểm khác nhấn mạnh vào trận Dun Nechtain năm 685 giữa người Pict và Northumbria, và thời gian cai trị của Bridei m. Beli (671–693), cùng giai đoạn củng cố khác dưới quyền cai trị của Óengus mac Fergusa (732–761).
Vương quốc của người Pict vào đầu thế kỷ VIII được cho là phần lớn tương tự vương quốc của người Scot trong giai đoạn cai trị của Alexander I (1107–1124). Tuy nhiên, đến thế kỷ X, vương quốc của người Pict bị chi phối bởi thứ được công nhận là văn hóa Gael, và đã phát triển câu chuyện truyền thuyết về cuộc chinh phục của người Ireland liên quan đến tổ tiên của triều đại đương thời, Cináed mac Ailpín (Kenneth MacAlpin).
Từ căn cứ lãnh thổ tại miền đông Scotland phía bắc sông Forth và phía nam sông Oykel, vương quốc giành được quyền kiểm soát các vùng đất nằm về phía bắc và nam. Đến thế kỷ XII, các quốc vương của Alba sáp nhập vào lãnh thổ của mình vùng đất nói tiếng Anh tại phía đông nam và giành được quyền bá chủ đối với các khu vực Galloway nói tiếng Gael và Caithness nói tiếng Norse; đến cuối thế kỷ XIII, vương quốc đạt đến biên giới tương tự Scotland hiện tại. Tuy nhiên, các quá trình biến đổi văn hóa và kinh tế bắt đầu từ thế kỷ XII khiến Scotland có diện mạo rất khác biệt vào Hậu kỳ Trung Cổ. Lực đẩy cho thay đổi này là thời kỳ cai trị của David I và cách mạng David. Chế độ phong kiến, tái tổ chức chính quyền và các thị trấn được công nhận pháp lý đầu tiên được bắt đầu trong giai đoạn này. Những điều này cùng với sự nhập cư của các hiệp sĩ và giáo sĩ người Pháp và người Anh gốc Pháp tạo thuận lợi cho thẩm thấu văn hóa, do đó vùng thấp và ven biển của lãnh thổ gốc của vương quốc tại phía đông chuyển sang nói tiếng Anh giống vùng đông nam mới giành được, trong khi phần còn lại của quốc gia vẫn nói tiếng Gael, ngoại trừ các quần đảo Orkney và Shetland tại phía bắc, hai quần đảo này nằm dưới quyền cai trị của người Norse cho đến năm 1468. Nhà nước Scotland bước vào một giai đoạn phần lớn là thành công và ổn định từ thế kỷ XII đến thế kỷ XIV, có hòa bình tương đối với Anh, các liên kết mậu dịch và giáo dục phát triển tốt với châu Âu lục địa và tài năng văn hóa John Duns Scotus trở thành một trong các triết gia quan trọng và có ảnh hưởng nhất châu Âu.

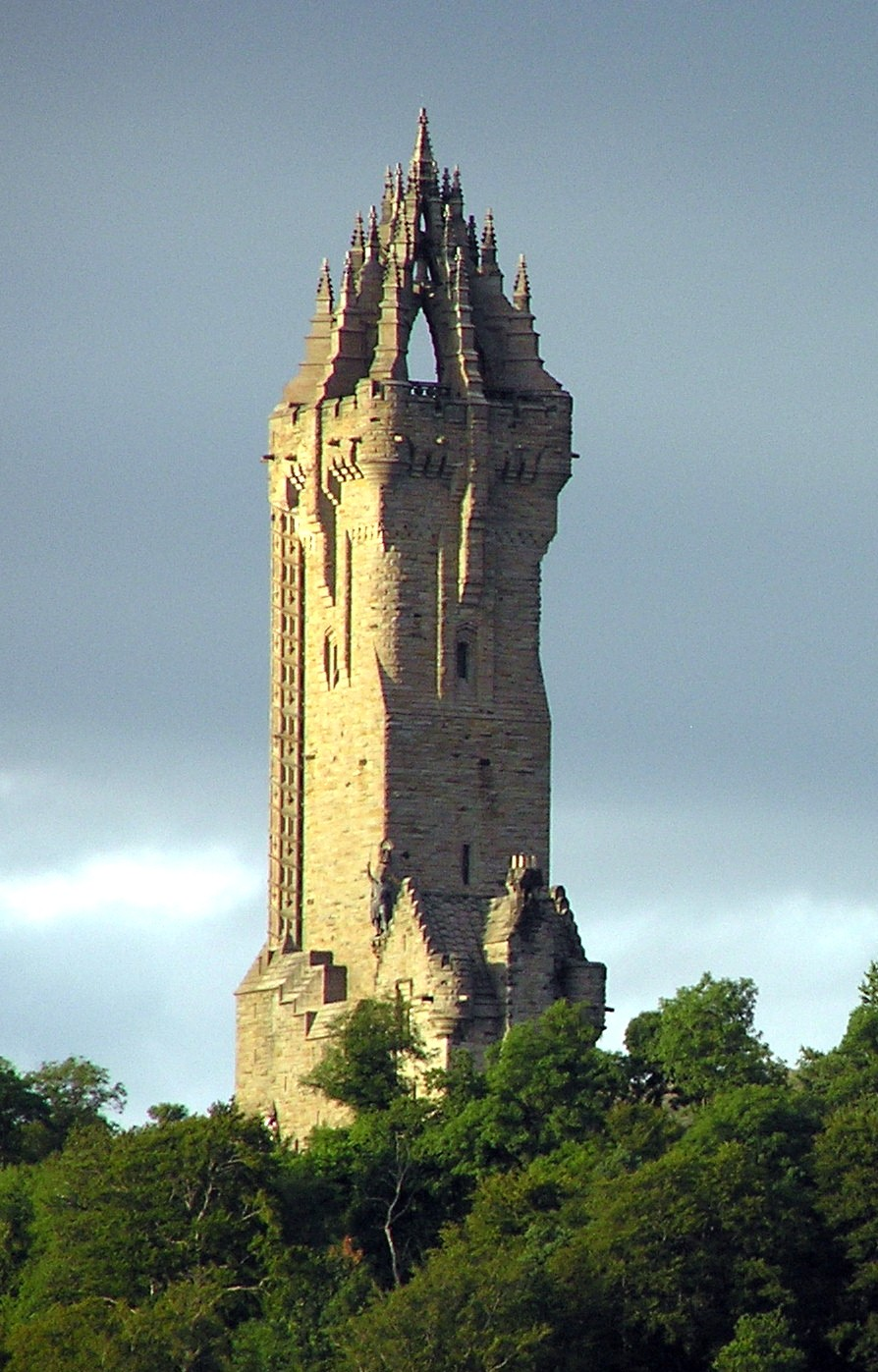
Đài tưởng niệm Wallace dành cho William Wallace, anh hùng Scotland thế kỷ XIII.

Quốc vương Alexander III mất vào tháng 3 năm 1286, cháu ngoại của ông là Công chúa Margaret của Na Uy kế vị song chết yểu, phá vỡ dòng kế vị nhiều thế kỷ của các quốc vương Scotland và làm tiêu tan 200 năm hoàng kim. Edward I của Anh được mời phân xử giữa những người yêu sách vương vị Scotland. John Balliol được tuyên bố là quốc vương vào cuối năm 1292, Edward I được công nhận là Chúa tể tối cao của Scotland và dần phá hoại quyền uy của John Balliol. Năm 1294, Balliol và các lãnh chúa Scotland khác từ chối yêu cầu của Edward I về việc phục vụ trong quân đội của ông chống lại Pháp. Thay vào đó, nghị viện của Scotland phái sứ giả đến Pháp để đàm phán về một liên minh. Scotland và Pháp ký kết một hiệp định vào ngày 23 tháng 10 năm 1295, khởi đầu một liên minh lâu dài. Chiến tranh xảy ra và Quốc vương John Balliol bị Edward I phế truất, Edward I nắm quyền kiểm soát cá nhân đối với Scotland. Andrew Moray và William Wallace ban đầu nổi lên thành các thủ lĩnh chính của phong trào kháng Anh gọi là Chiến tranh độc lập Scotland (1296–1328).
Tính chất của cuộc đấu tranh thay đổi đáng kể khi Bá tước Robert the Bruce của Carrick giết kình địch của mình là John Comyn vào năm 1306. Ông sau đó đăng cơ làm quốc vương (với hiệu Robert I). Robert I chiến đấu nhằm khôi phục độc lập của Scotland trong vòng hơn 20 năm, chiến thắng trong trận Bannockburn vào năm 1314 chứng minh người Scot đã giành lại quyền kiểm soát vương quốc của họ. Năm 1315, em trai của Robert I là Edward Bruce trong một giai đoạn ngắn được bổ nhiệm làm Thượng vương Ireland khi Scotland xâm chiếm bất thành Ireland nhằm tăng cường vị thế của Scotland trong chiến tranh với Anh. Năm 1320, tuyên bố độc lập thành văn đầu tiên của thế giới là Tuyên ngôn Arbroath nhận được ủng hộ của Giáo hoàng Gioan XXII, khiến quân vương của Anh công nhận pháp lý đối với chủ quyền của Scotland.
Tuy nhiên, chiến tranh với Anh tiếp tục trong vài thập niên sau khi Robert I mất. Một cuộc nội chiến giữa triều đại Bruce và các kình địch trường kỳ Comyn-Balliol kéo dài cho đến giữa thế kỷ XIV. Mặc dù triều đại Bruce thắng lợi, nhưng do David II không có người kế tự nên người cháu họ con em gái của ông là Robert II lên ngôi và lập ra triều đại Stewart. Triều đại Stewart cai trị Scotland trong phần còn lại của thời kỳ Trung Cổ. Scotland dưới quyền nhà Stewart trải qua thịnh vượng lớn từ cuối thế kỷ XIV qua Phục hưng Scotland đến Cải cách tôn giáo. Điều này đạt được bất chấp chiến tranh liên miên với Anh, phân ly gia tăng giữa vùng Highlands và Lowlands, và một lượng lớn thành viên vương tộc.

### Thời kỳ cận đại

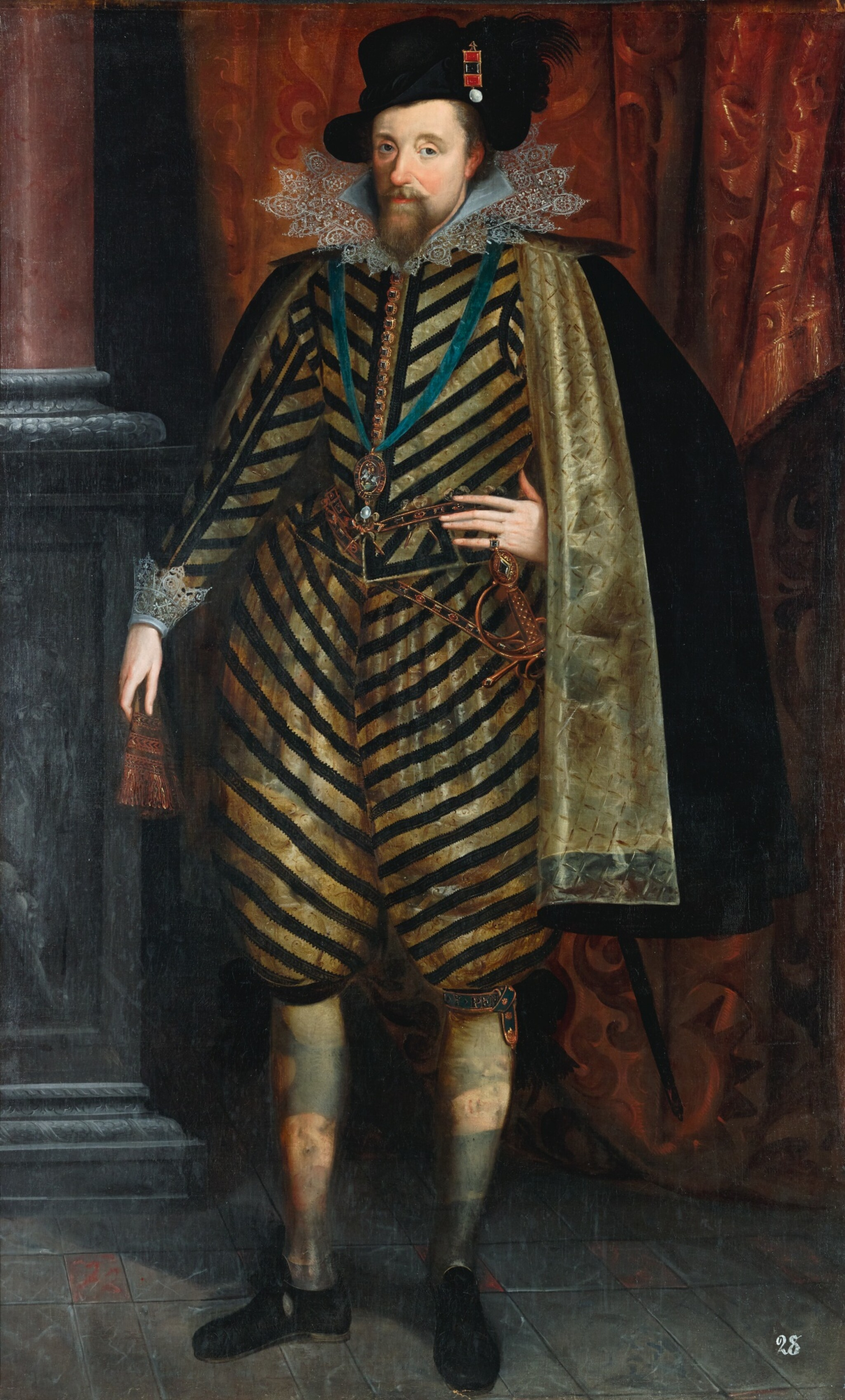
James VI kế thừa vương vị Anh và Ireland vào năm 1603.

Năm 1502, James IV của Scotland ký kết hiệp định hòa bình vĩnh viễn với Henry VII của Anh. James IV cưới con gái của Henry VII là Margaret Tudor, tạo cơ sở cho liên minh các vương quốc sau này. Đối với Henry, liên hôn với một trong các nền quân chủ uy tín nhất châu Âu tạo tính hợp pháp cho dòng Tudor mới nắm quyền tại Anh. Một thập niên sau, James IV đưa ra quyết định gây họa là xâm chiếm Anh nhằm ủng hộ Pháp theo liên minh giữa hai bên. Ông là quân chủ cuối cùng tại Anh Quốc tử chiến, đó là trong trận Flodden. Trong vòng một thế hệ, liên minh giữa Scotland và Pháp kết thúc theo Hiệp định Edinburgh. Pháp chấp thuận rút toàn bộ lực lượng trên bộ và trên biển. Cũng trong năm 1560, John Knox thực hiện mục tiêu đưa Scotland trở thành quốc gia Tin Lành, và nghị viện của Scotland hủy bỏ quyền uy của giáo hoàng tại Scotland. Nữ vương Mary của Scotland là một tín đồ Công giáo và từng là vương hậu nước Pháp, bà bị buộc thoái vị vào năm 1567.
Năm 1603, James VI của Scotland kế thừa vương vị của Vương quốc Anh và Vương quốc Ireland, trở thành Quốc vương James I của Anh và Ireland, ông rời Edinburgh đến Luân Đôn. Ngoại trừ một giai đoạn ngắn thời Bảo hộ công Cromwell, Scotland duy trì là một quốc gia riêng biệt, song có xung đột đáng kể giữa quân chủ và những người Minh ước (Covenanter) về hình thức cai quản giáo hội. Trong Cách mạng Vinh Quang 1688–89, Quốc vương James VII của Scotland và II của Anh bị Quốc hội Anh phế truất để ủng hộ William và Mary.
Giống một số quốc gia khác như Pháp, Na Uy, Thụy Điển và Phần Lan, Scotland hứng chịu các nạn đói trong thập niên 1690. Tử vong, sinh sản giảm và xuất cư tăng khiến dân số nhiều nơi trong nước giảm từ 10-15%.
Năm 1698, Công ty Scotland thử nghiệm dự án chiếm lấy một thuộc địa mậu dịch trên eo đất Panama. Hầu như mọi địa chủ Scotland có tiền nhàn rỗi đều được cho là đầu tư vào kế hoạch Darien. Kế hoạch thất bại khiến các địa chủ này phá sản, song các thị trấn thì không. Tuy thế, việc giới địa chủ phá sản, cùng với mối đe dọa Anh xâm chiếm, giữ vai trò hàng đầu trong việc thuyết phục giới tinh hoa Scotland ủng hộ liên hiệp với Anh. Ngày 22 tháng 7 năm 1706, Hiệp định Liên hiệp được đại biểu của quốc hội hai bên tán thành, và đến năm sau hai đạo luật liên hiệp được hai quốc hội thông qua để lập nên Vương quốc Anh thống nhất có hiệu lực từ 1 tháng 5 năm 1707; tồn tại phản đối trong quần chúng và các cuộc bạo loạn chống liên hiệp tại Edinburgh, Glasgow, và những nơi khác.

### Thế kỷ XVIII

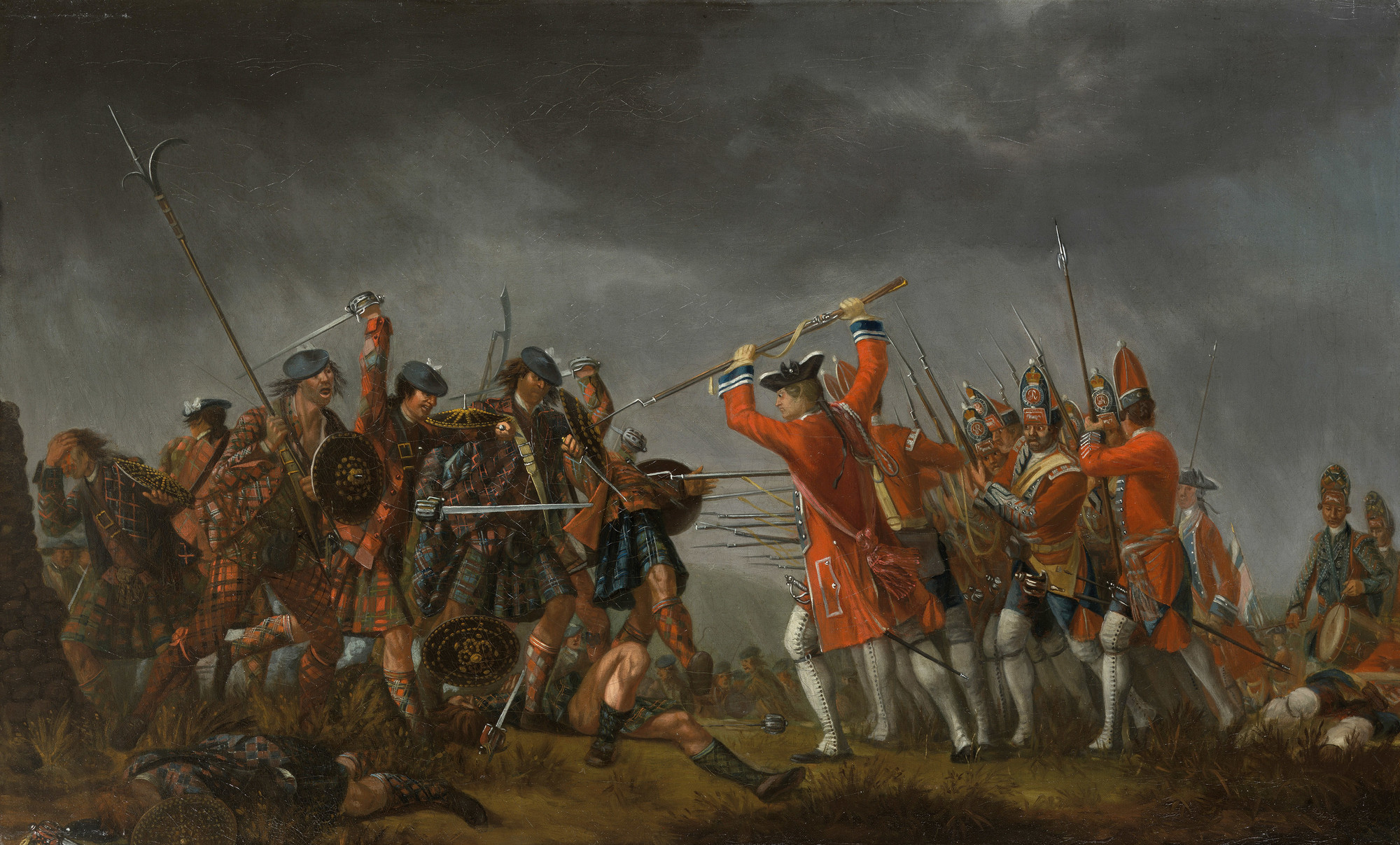
Miêu tả của David Morier về trận Culloden

Do thuế quan mậu dịch với Anh bị bãi bỏ, mậu dịch của Scotland bùng nổ, đặc biệt là với các thuộc địa của Anh tại châu Mỹ. Tàu tốc hành của các thương nhân Tobacco Lords (vua thuốc lá) tại Glasgow là tàu nhanh nhất trên hành trình đến Virginia. Cho đến trước Cách mạng Mỹ vào năm 1776, Glasgow là cảng thuốc lá đứng đầu thế giới, chi phối mậu dịch thế giới. Cách biệt về của cải giữa tầng lớp thương nhân vùng Lowlands và những gia tộc xưa tại vùng Highlands tăng lên, mở rộng nhiều thế kỷ chia rẽ.
Phong trào phục hồi vương vị cho dòng Stuart bị phế truất (phong trào Jacobite) được nhiều ủng hộ tại vùng Highlands và đông bắc của Scotland, đặc biệt là trong các tín đồ ngoài phái Trưởng Lão như Công giáo La Mã và Thánh Công Hội. Tuy nhiên, hai cuộc khởi nghĩa của phong trào Jacobite vào năm 1715 và 1745 bị thất bại trong mục tiêu loại bỏ vương vị Anh Quốc của gia tộc Hanover. Mối đe dọa của phong trào Jacobite đối với Anh Quốc và các quân chủ nước này kết thúc trên thực tế trong trận Culloden năm 1746, đây là hội chiến cuối cùng của Anh Quốc. Kết quả này mở đường cho hành động loại bỏ quy mô lớn cư dân bản địa của vùng Highlands và Islands, được gọi là Highland Clearances (dọn quang cao nguyên).
Khai sáng Scotland và cách mạng công nghiệp biến Scotland thành một cỗ máy trí thức, thương nghiệp và công nghiệp Do phong trào Jacobite kết thúc và liên hiệp với Anh, hàng nghìn người Scots mà chủ yếu là từ vùng Lowlands đã nắm giữ nhiều chức vụ quyền lực trong chính trị, công vụ, quân đội, kinh tế, doanh nghiệp thuộc địa và các lĩnh vực khác khắp Đế quốc Anh mới hình thành. Sử gia Neil Davidson viết rằng "sau năm 1746 người Scot tham gia sinh hoạt chính trị với mức độ hoàn toàn mới, đặc biệt là bên ngoài Scotland." Davidson cũng nói "trái với việc là 'ngoại vi' đối với kinh tế Anh Quốc, Scotland mà chính xác hơn là Lowlands nằm tại nòng cốt của nó."

### Thế kỷ XIX

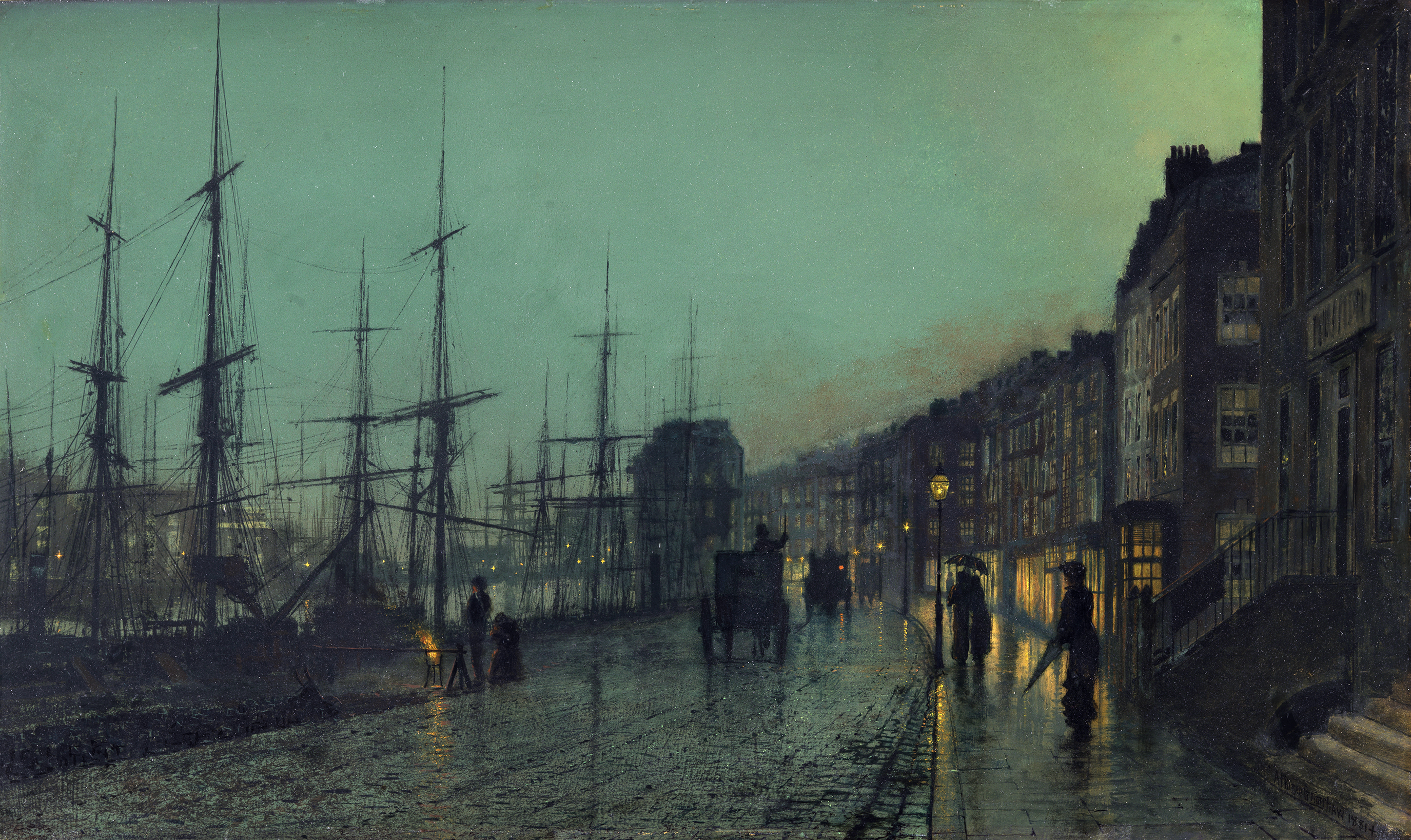
Shipping on the Clyde, by John Atkinson Grimshaw, 1881

Đạo luật Cải cách Scotland 1832 gia tăng số nghị sĩ Scotland trong Quốc hội Anh Quốc và mở rộng quyền bầu cử cho nhiều người hơn thuộc tầng lớp trung lưu. Từ giữa thế kỷ XIX, ngày càng có nhiều yêu cầu về quyền tự quản cho Scotland và chức vụ bộ trưởng phụ trách Scotland được khôi phục. Đến cuối thế kỷ XIX, các thủ tướng của Anh Quốc có nguồn gốc từ Scotland gồm có William Gladstone, và Bá tước xứ Rosebery. Vào cuối thế kỷ này, tầng lớp lao động gia tăng tầm quan trọng với dấu mốc là chiến thắng của Keir Hardie trong bầu cử năm 1888, dẫn đến hình thành Công đảng Scotland, đảng này sáp nhập vào Công đảng Độc lập vào năm 1895, có thủ lĩnh là Hardie.
Glasgow trở thành một trong các thành thị lớn nhất thế giới, mang danh "thành phố thứ nhì của Đế quốc" sau Luân Đôn. Sau năm 1860, các xưởng đóng tàu Clydeside tại Glasgow chuyên đóng tàu hơi nước làm từ sắt (từ thép sau năm 1870), chúng nhanh chóng thay thế các tàu gỗ của các đội tàu thương nghiệp và quân sự trên thế giới. Thành phố này trở thành trung tâm đóng tàu vượt trội trên thế giới. Phát triển công nghiệp mang đến việc làm và của cải, song nhà ở, quy hoạch đô thị và điều kiện y tế công cộng không theo kịp tốc độ của nó, và trong một khoảng thời gian điều kiện sinh hoạt tại một số thành thị trở nên tồi tệ khi có quá đông người, mức tử vong trẻ sơ sinh cao, và tỷ lệ mắc lao tăng.

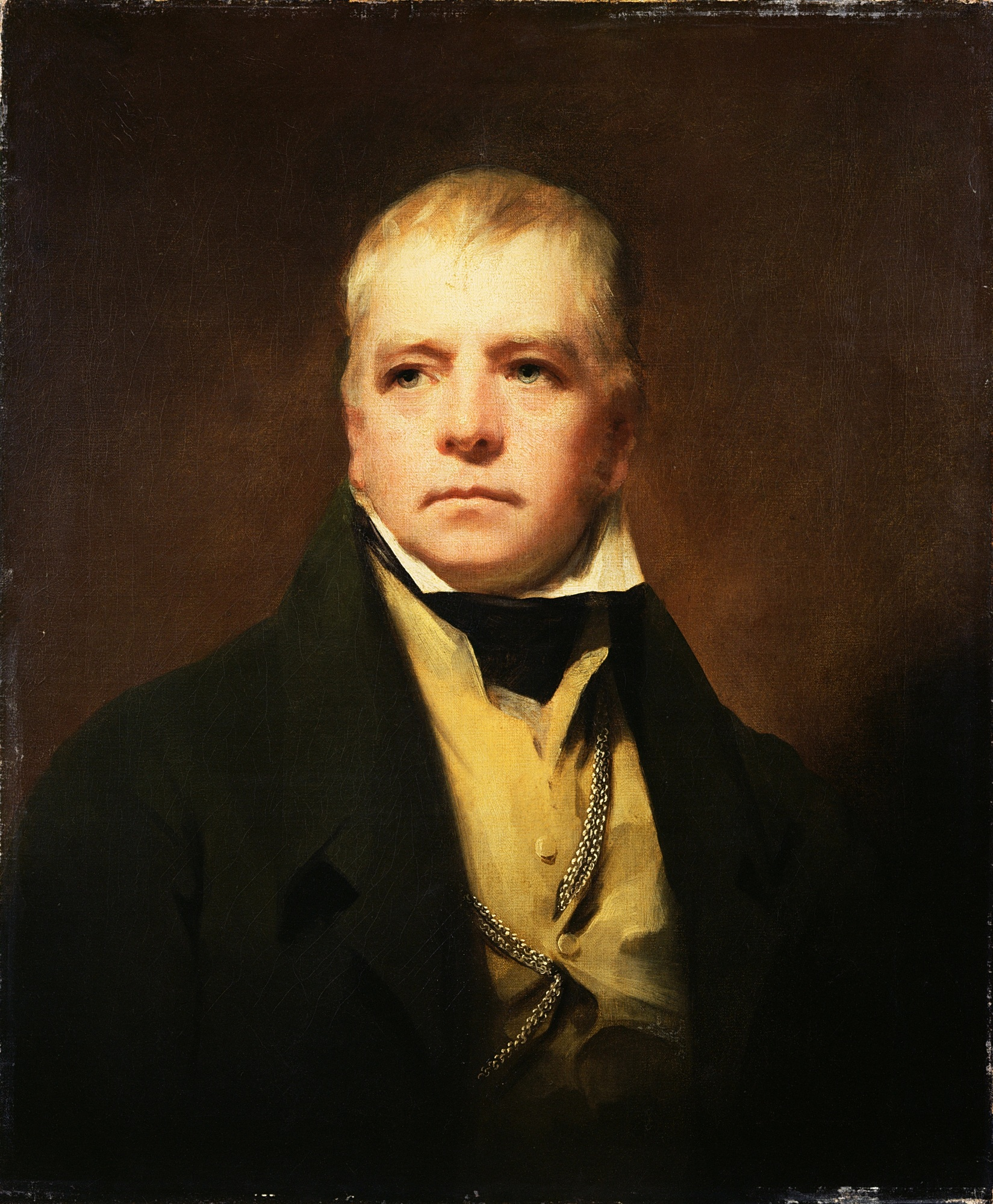
Walter Scott, loạt tiểu thuyết của ông giúp xác định bản sắc Scotland trong thế kỷ XIX.

Khai sáng Scotland theo truyền thống được nhìn nhận là kết thúc vào cuối thế kỷ XVIII, song việc Scotland có đóng góp lớn hơn tỷ lệ dân số cho khoa học và văn học Anh Quốc tiếp tục trong 50 năm nữa hoặc hơn thế, nhờ công của các nhân vật như các nhà vật lý học James Clerk Maxwell và Huân tước Kelvin, cùng các kỹ sư và nhà phát minh James Watt và William Murdoch, công việc của họ có tính quyết định đối với phát triển kỹ thuật trong cách mạng công nghiệp trên toàn Anh Quốc. Về văn học, nhân vật thành công nhất vào giữa thế kỷ XIX là Walter Scott. Tác phẩm văn xuôi đầu tiên của ông là Waverley được xuất bản vào năm 1814, nó thường được cho là tiểu thuyết lịch sử đầu tiên. Sự nghiệp thành công của Walter Scott giúp định nghĩa và truyền bá bản sắc văn hoá Scotland.
Trong giai đoạn này, diễn ra quá trình phục hồi văn hoá Highlands. Trong thập niên 1820, nằm trong phong trào phục hưng lãng mạn, vải len ô vuông và váy của người Scotland được các thành viên giới tinh hoa xã hội chấp thuận, không chỉ tại Scotland mà còn khắp châu Âu, Tuy nhiên, vùng Highlands vẫn rất nghèo và cổ xưa. Nhu cầu cải thiện nông nghiệp và lợi nhuận dẫn đến Highland Clearances (dọn quang cao nguyên), trong đó phần lớn cư dân Highlands bị buộc chuyển chỗ ở do đất đai bị rào quanh, chủ yếu là để chăn cừu. Quá trình dọn quang đi theo mô hình cải biến nông nghiệp trên khắp Anh Quốc, song kết quả đặc biệt tiêu cực. Một hậu quả là di cư liên tục từ thôn quê đến thành thị, hoặc xa hơn là đến Anh, Canada, Hoa Kỳ hoặc Úc. Dân số Scotland tăng trưởng đều đặn trong thế kỷ XIX, từ 1.608.000 theo điều tra năm 1801 lên 2.889.000 vào năm 1851 và 4.472.000 vào năm 1901. Dù công nghiệp phát triển song vẫn không có đủ việc làm tốt, do đó trong giai đoạn 1841–1931 có khoảng 2 triệu người Scots di cư sang Bắc Mỹ và Úc, và 750.000 người chuyển sang Anh.

### Thế kỷ XX
Scotland giữ vai trò lớn trong nỗ lực của Anh Quốc trong Chiến tranh thế giới thứ nhất. Scotland đặc biệt cung cấp nhân lực, tàu thuyền, máy móc, cá và tiền bạc. Với dân số 4,8 triệu vào năm 1911, Scotland đưa trên nửa triệu nam giới tham chiến, một phần tư trong số đó tử vong trên chiến trường hoặc do bệnh tật, và 150.000 người bị trọng thương. Nguyên soái lục quân Douglas Haig là tư lệnh của Anh Quốc trên Mặt trận phía Tây.
Trong chiến tranh, nổi lên một phong trào cấp tiến mang tên "Red Clydeside" do các chiến sĩ công đoàn lãnh đạo. Các vùng công nghiệp tại Scotland vốn là một thành trì của Đảng Tự do, song vào năm 1922 những vùng này chuyển sang ủng hộ Công đảng do Công đảng có nền tảng trong tầng lớp lao động người Ireland Công giáo. Nữ giới đặc biệt tích cực trong xây dựng tình đoàn kết khu phố trong các vấn đề nhà ở. Tuy nhiên, "Red Clydeside" hoạt động trong khuôn khổ Công đảng và có ít ảnh hưởng tại Quốc hội và cách thức chuyển sang thụ động tuyệt vọng vào cuối thập niên 1920.
Ngành đóng tàu mở rộng thêm 1/3 và được dự tính khôi phục thịnh vượng, song nó suy thoái nghiêm trọng vào năm 1922 và không phục hồi hoàn toàn đến năm 1939. Giai đoạn giữa hai thế chiến được ghi dấu bằng đình trệ kinh tế tại nông thôn và thành thị, với tỷ lệ thất nghiệp cao. Thay vào đó, chiến tranh gây ra biến động sâu sắc về xã hội, văn hoá, kinh tế và chính trị. Scotland gặp phải những sút kém, nhiều chỉ số xã hội chính như y tế kém, nhà ở kém, thất nghiệp hàng loạt kéo dài cho thấy kinh tế-xã hội đình trệ hoặc thậm chí là đi xuống. Phục vụ tại hải ngoại nhân danh đế quốc không còn lôi cuốn khát vọng của thanh niên, trái lại họ rời Scotland vĩnh viễn. Scotland phụ thuộc nặng nề vào công nghiệp nặng cũ và khai mỏ là một vấn đề trung tâm, và không ai đề xuất các giải pháp khả thi. Sự tuyệt vọng được phản ứng qua điều mà Finlay (1994) mô tả là cảm giác tuyệt vọng phổ biến chuẩn bị tư tưởng cho các thủ lĩnh kinh doanh và chính trị địa phương chấp thuận tính chất chính thống mới của kế hoạch hoá kinh tế tập trung của chính phủ trong Chiến tranh thế giới thứ hai. Chiến tranh thế giới thứ hai giúp khôi phục thịnh vượng, mặc dù Scotland bị Không quân Đức oanh tạc quy mô rộng tại nhiều thành phố. Trong chiến tranh, radar được phát kiến bởi Robert Watson-Watt, có giá trị vô cùng lớn trong Không chiến tại Anh Quốc.
Sau năm 1945, tình hình kinh tế Scotland dần tệ đi do cạnh tranh toàn cầu, công nghiệp kém hiệu quả và tranh chấp công nghiệp. Chỉ trong các thập niên gần đây, Scotland mới được hưởng phần nào phục hưng về văn hoá và kinh tế. Các yếu tố kinh tế góp phần vào cuộc phục hưng này bao gồm hồi sinh ngành dịch vụ tài chính, sản xuất điện tử, và ngành dầu khí biển Bắc. Năm 1989, chính phủ của Margaret Thatcher áp đặt "trách nhiệm cộng đồng" (còn gọi là thuế khoán) tại Scotland một năm trước khi áp dụng cho phần còn lại của Anh Quốc, góp phần vào một phong trào đang lớn mạnh về phục hồi quyền kiểm soát nội vụ trực tiếp của Scotland. Sau một cuộc trưng cầu dân ý về đề xuất phân quyền vào năm 1997, Đạo luật Scotland năm 1998 được Quốc hội Anh Quốc thông qua nhằm thiết lập một Nghị viện Scotland và Chính phủ Scotland được phân quyền, có trách nhiệm về hầu hết các luật dành riêng cho Scotland. Tháng 9 năm 2014, đa số cử tri Scotland bác bỏ đề xuất độc lập cho Scotland trong một cuộc trưng cầu dân ý..

## Chính trị

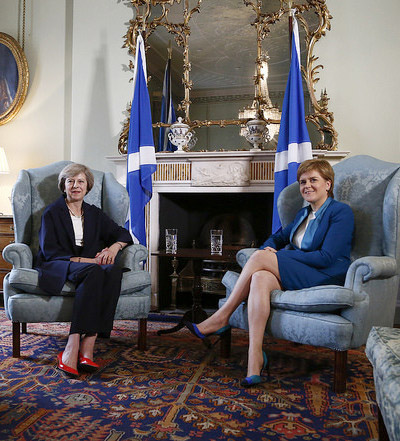
Bộ trưởng thứ nhất Scotland Nicola Sturgeon tiếp Thủ tướng Anh Quốc Theresa May.

Nguyên thủ quốc gia của Anh Quốc là quân chủ, từ năm 2022 là Charles III. Số hiệu của Nữ vương Elizabeth II từng gây tranh luận vào khoảng thời gian bà đăng cơ, do Scotland chưa từng có Elizabeth I. Chính phủ Anh Quốc phát biểu vào năm 1953 rằng các quân chủ Anh Quốc trong tương lai sẽ có số hiệu dựa theo những người tiền nhiệm Anh hoặc Scotland của họ, với bất cứ số nào lớn hơn. Quân chủ Anh Quốc sử dụng nhiều danh hiệu, tước hiệu và biểu trưng hoàng gia khác cấp quốc gia của riêng Scotland từ trước khi liên hiệp, bao gồm: Hiệu kỳ hoàng gia Scotland, phiên bản Scotland của Huy hiệu Hoàng gia Anh Quốc và Hiệu kỳ Hoàng gia Anh Quốc, tước hiệu quý tộc như Công tước xứ Rothesay, và từ năm 1997 phục hồi vai trò nghi lễ của Vương miện Scotland sau 292 năm gián đoạn.
Scotland có quyền tự trị giới hạn trong Anh Quốc, cũng như quyền đại diện trong Quốc hội Anh Quốc. Quyền lực hành pháp và lập pháp được phân quyền cho Chính phủ Scotland và Nghị viện Scotland đặt tại khu Holyrood của Edinburgh từ năm 1999. Quốc hội Anh Quốc duy trì kiểm soát đối với các vấn đề bảo lưu theo Đạo luật Scotland 1998, bao gồm thuế Anh Quốc, an ninh xã hội, phòng thủ, quan hệ quốc tế và phát thanh truyền hình. Nghị viện Scotland có quyền lập pháp đối với toàn bộ các lĩnh vực khác có liên quan đến Scotland. Ban đầu, họ chỉ có quyền lực giới hạn trong thuế thu nhập biến động, song quyền lực về thuế và an ninh xã hội được mở rộng đáng kể theo các đạo luật vào năm 2012 và 2016.
Nghị viện Scotland có thể chuyển tán thành lập pháp về các vấn đề được phân quyền lên Quốc hội Anh Quốc bằng cách thông qua một đề nghị tán thành pháp lý nếu như cơ quan lập pháp của Anh Quốc được nhìn nhận là thích hợp hơn trong một vấn đề nhất định. Các cương lĩnh lập pháp do Nghị viện Scotland ban hành có khác biệt về cung cấp dịch vụ công so với phần còn lại của Anh Quốc. Chẳng hạn, giáo dục đại học và chăm sóc người cao tuổi được miễn phí tại điểm sử dụng trong Scotland, trong khi phải trả phí tại phần còn lại của Anh Quốc. Scotland là quốc gia đầu tiên của Anh Quốc cấm hút thuốc lá tại các địa điểm công cộng kín.
Nghị viện Scotland có một viện với 129 thành viên: 93 người đại diện cho các khu vực bỏ phiếu riêng lẻ và được bầu theo hệ thống đa số giản đơn; 56 người được bầu trong 8 vùng cử tri khác theo hệ thống đại diện tỷ lệ thành viên hỗn hợp. Các nghị viên có nhiệm kỳ bốn năm (5 năm trong giai đoạn 2011–16). Nghị viện đề cử một nghị viên để quân chủ bổ nhiệm làm Bộ trưởng thứ nhất (First Minister). Các bộ trưởng khác do Bộ trưởng thứ nhất bổ nhiệm và phục vụ theo chỉ đạo của người này. Họ hình thành Chính phủ Scotland, tức là nhánh hành pháp của chính phủ phân quyền. Bộ trưởng thứ nhất đứng đầu chính phủ, chịu trách nhiệm trước Nghị viện Scotland. Chính phủ Scotland còn có Phó Bộ trưởng thứ nhất, người này đại diện cho Bộ trưởng thứ nhất khi Bộ trưởng thứ nhất vắng mặt. Nội các của Chính phủ Scotland gồm có chín thư ký nội các, 12 bộ trưởng khác làm việc cùng các thư ký nội các trong các lĩnh vực họ được phân công. Trong bầu cử năm 2016, Đảng Dân tộc Scotland (SNP) thắng 63 trong số 129 ghế. Thủ lĩnh của SNP là Nicola Sturgeon giữ chức bộ trưởng thứ nhất từ năm 2014.
Scotland có 59 đại biểu trong Hạ nghị viện Anh Quốc, họ đại diện cho các khu bầu cử trên lãnh thổ Scotland. Trong bầu cử năm 2017, Đảng Dân tộc Scotland giành được 35 trong số 59 ghế. Tuy nhiên, kết quả của SNP kém hơn nhiều so với 56 ghế mà họ giành được trong tổng tuyển cử năm 2015. Các đảng Bảo thủ, Công đảng và Dân chủ Tự do cũng có đại biểu từ Scotland trong Hạ nghị viện Anh Quốc. Văn phòng Scotland đại diện cho Chính phủ Anh Quốc tại Scotland trong các vấn đề bảo lưu và đại diện cho các lợi ích của Scotland trong Chính phủ Anh Quốc. Người đứng đầu Văn phòng Scotland là một bộ trưởng, nằm trong thành phần Nội các Anh Quốc.

### Thay đổi hiến pháp

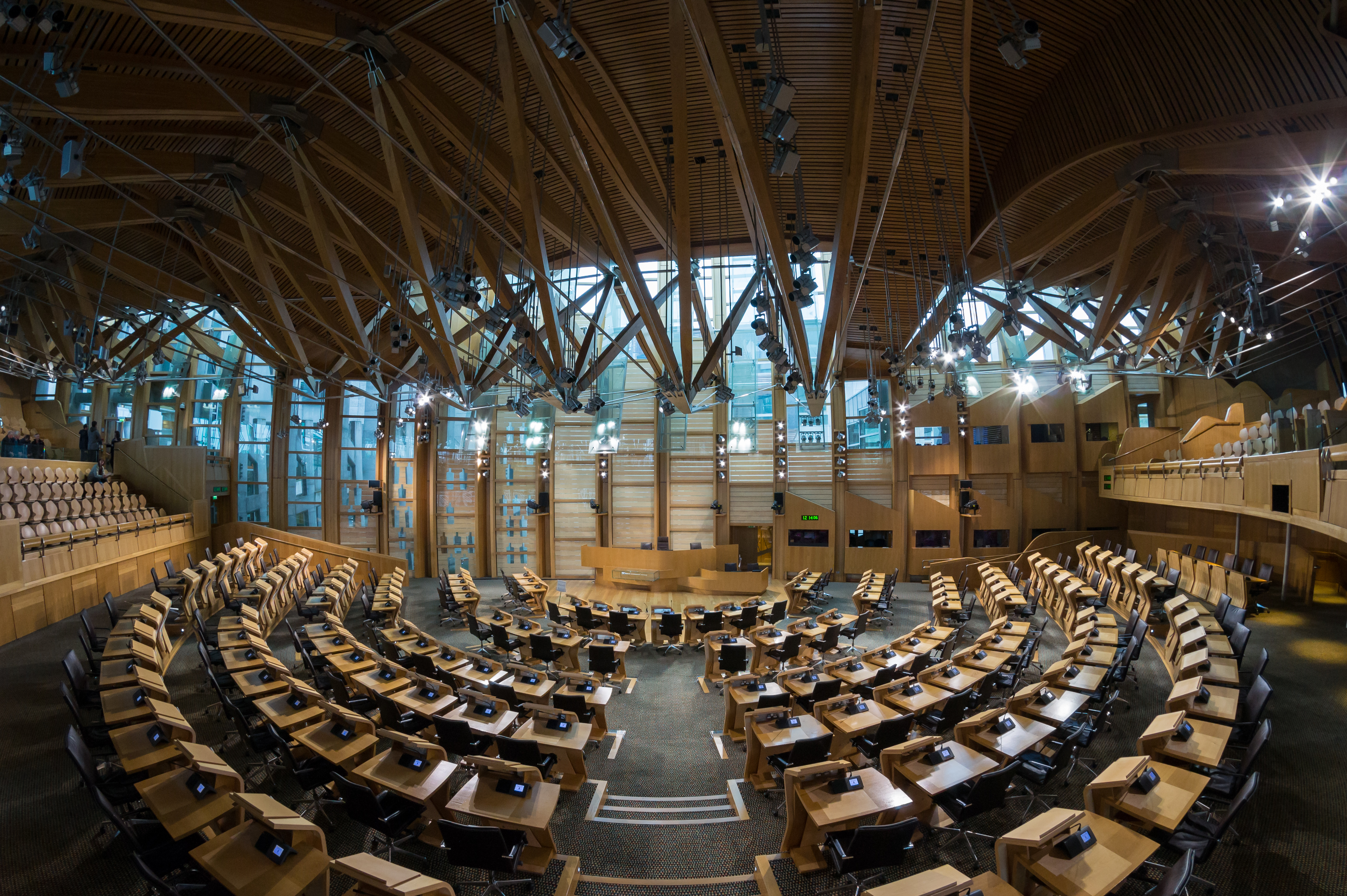
Phòng tranh luận trong Toà nhà Nghị viện Scotland

Chính sách phân quyền được ba đảng lớn tại Anh Quốc tán thành với mức độ nhiệt tình khác nhau trong thời gian qua. Một cựu lãnh đạo Công đảng là John Smith miêu tả việc phục hồi một nghị viện Scotland là "ý chí chắc chắn của nhân dân Scotland". Nghị viện Scotland phân quyền được hình thành sau trưng cầu dân ý vào năm 1997, khi đa số cử tri Scotland ủng hộ việc lập nghị viện và trao cho nó quyền lực giới hạn trong thuế thu nhập biến động. Tuy vậy, vị thế hiến pháp của Scotland vẫn là đề tài tranh luận.
Đảng Dân tộc Scotland (SNP) ủng hộ Scotland độc lập, họ lần đầu giành quyền thành lập chính phủ sau tổng tuyển cử năm 2007. Chính phủ này thiết lập "đối thoại dân tộc" về các vấn đề hiến pháp, đề xuất một số lựa chọn như tăng quyền lực cho Nghị viện Scotland, chủ nghĩa liên bang, hoặc trưng cầu dân ý độc lập từ Anh Quốc. Ba đảng chính tại Anh Quốc bác bỏ lựa chọn cuối cùng, chi nhánh của họ trong Nghị viện Scotland lập ra một uỷ ban để điều tra phân bổ quyền lực giữa các cơ quan Scotland được phân quyền với trung ương Anh Quốc. Đạo luật Scotland 2012 dựa theo các đề xuất của uỷ ban đã tăng thêm quyền lực phân quyền cho Nghị viện Scotland.
Tháng 8 năm 2009, Đảng Dân tộc Scotland đề xuất một dự luận về trưng cầu dân ý độc lập trong tháng 11 năm 2010, song thất bại do phản đối từ toàn bộ các đảng lớn khác. Sau bầu cử năm 2011, SNP giành đa số quá bán trong Nghị viện Scotland, trưng cầu dân ý về độc lập của Scotland được tổ chức vào năm 2014. Kết quả là bác bỏ độc lập với tỷ lệ 55,3% so với 44,7% ủng hộ. Trong chiến dịch, ba đảng lớn trong Nghị viện Anh Quốc cam kết mở rộng quyền lực của Nghị viện Scotland. Một uỷ ban các đảng phái được thành lập, dẫn đến phân quyền hơn nữa thông qua Đạo luật Scotland 2016.
Sau trưng cầu dân ý về quyền thành viên của Anh Quốc trong Liên minh châu Âu vào năm 2016, khi đa số cử tri Anh Quốc ủng hộ rút khỏi Liên minh châu Âu song đa số phiếu tại Scotland lựa chọn ở lại trong liên minh, Bộ trưởng thứ nhất Nicola Sturgeon tuyên bố một cuộc trưng cầu dân ý mới là "có khả năng cao".

### Hành chính
Phân cấp hành chính lịch sử của Scotland gồm lãnh địa mormaer, stewartry, lãnh địa bá tước, thị trấn, giáo xứ, hạt, khu vực và huyện. Một số tên gọi vẫn thỉnh thoảng được sử dụng với vai trò ký hiệu địa lý.
Scotland hiện nay được chia theo nhiều cách thức dựa trên mục đích. Về chính quyền địa phương, có 32 khu vực hội đồng một cấp từ năm 1996, các hội đồng này chịu trách nhiệm về toàn bộ các dịch vụ công địa phương. Các hội đồng cộng đồng là các tổ chức phi chính thức, đại diện cho các phân khu chuyên biệt của một hội đồng khu vực.
Trong Nghị viện Scotland, có 73 khu vực bầu cử và tám vùng. Trong Quốc hội Anh Quốc, Scotland có 59 khu vực bầu cử. Cho đến năm 2013, lực lượng cứu hoả và cảnh sát Scotland dựa theo một hệ thống khu vực có từ năm 1975. Về y tế và bưu chính, và một số tổ chức chính phủ và chính phủ khác như giáo hội, tồn tại các phương pháp phân vùng khác..
Scotland có bảy thành phố là Aberdeen, Dundee, Edinburgh, Glasgow, Inverness, Stirling và Perth.
| Địa phương            | Diện tích (km²) | Dân số (2011) | Mật độ (trên km²) |         |
| Đại lục               | Đại lục         | Đại lục       | Đại lục           | Đại lục |
| --------------------- | --------------- | ------------- | ----------------- | ------- |
| Aberdeen City         | 182             | 222.800       | 1224              |         |
| Aberdeenshire         | 6.317           | 253.000       | 40                |         |
| Angus                 | 2.184           | 116.000       | 53                |         |
| Argyll and Bute       | 7.023           | 88.200        | 13                |         |
| Clackmannanshire      | 158             | 51.400        | 325               |         |
| Dumfries and Galloway | 6.446           | 151.300       | 23                |         |
| Dundee City           | 55              | 147.300       | 2678              |         |
| East Ayrshire         | 1.275           | 122.700       | 96                |         |
| East Dunbartonshire   | 176             | 105.000       | 597               |         |
| East Lothian          | 666             | 99.700        | 150               |         |
| East Renfrewshire     | 168             | 90.600        | 539               |         |
| City of Edinburgh     | 260             | 476.600       | 1833              |         |
| Falkirk               | 293             | 156.000       | 532               |         |
| Fife                  | 1.340           | 365.200       | 273               |         |
| Glasgow City          | 175             | 593.200       | 3390              |         |
| Highland              | 30.659          | 232.100       | 8                 |         |
| Inverclyde            | 167             | 81.500        | 488               |         |
| Midlothian            | 350             | 83.200        | 238               |         |
| Moray                 | 2.237           | 93.300        | 42                |         |
| North Ayrshire        | 888             | 138.200       | 156               |         |
| North Lanarkshire     | 476             | 337.800       | 710               |         |
| Perth and Kinross     | 5.395           | 146.700       | 27                |         |
| Renfrewshire          | 263             | 174.900       | 665               |         |
| Scottish Borders      | 4.727           | 113.900       | 24                |         |
| South Ayrshire        | 1.230           | 112.800       | 92                |         |
| South Lanarkshire     | 1.778           | 313.800       | 176               |         |
| Stirling              | 2.243           | 90.200        | 40                |         |
| West Dunbartonshire   | 176             | 90.700        | 515               |         |
| West Lothian          | 427             | 175.100       | 410               |         |
| Tổng cộng Đại lục     | 73.193          | 5.223.100     | 71                |         |
| Quần đảo              |                 |               |                   |         |
| Na h-Eileanan Siar    | 3.070           | 27.700        | 9                 |         |
| Quần đảo Orkney       | 1.025           | 21.400        | 21                |         |
| Quần đảo Shetland     | 1.471           | 23.200        | 16                |         |
| Tổng cộng quần đảo    | 5.566           | 72.300        | 13                |         |
| Tổng cộng Scotland    | 78.759          | 5.295.400     | 67                |         |

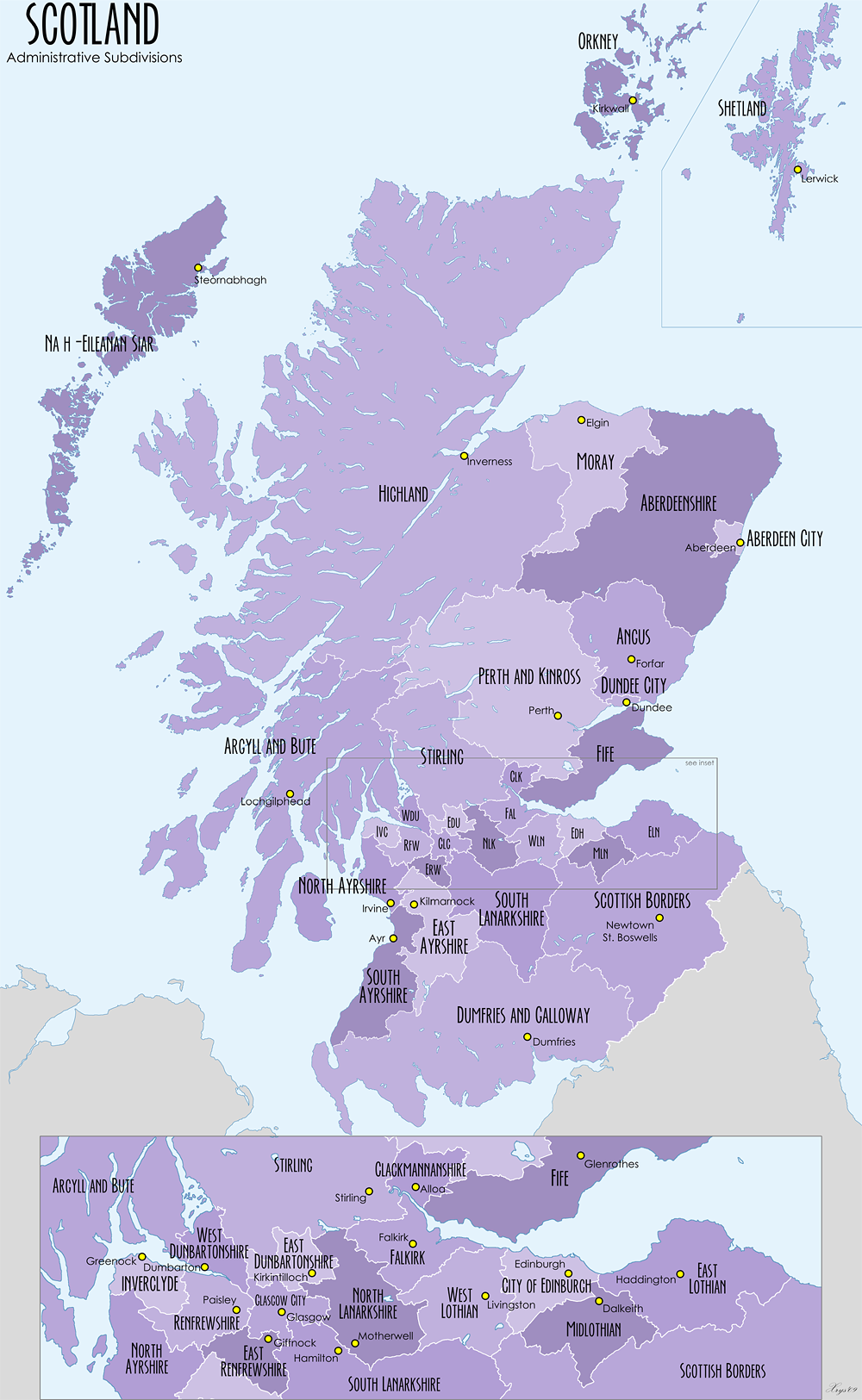
Các hội đồng khu vực của Scotland

Nguồn: Điều tra nhân khẩu Scotland 2011

### Pháp luật

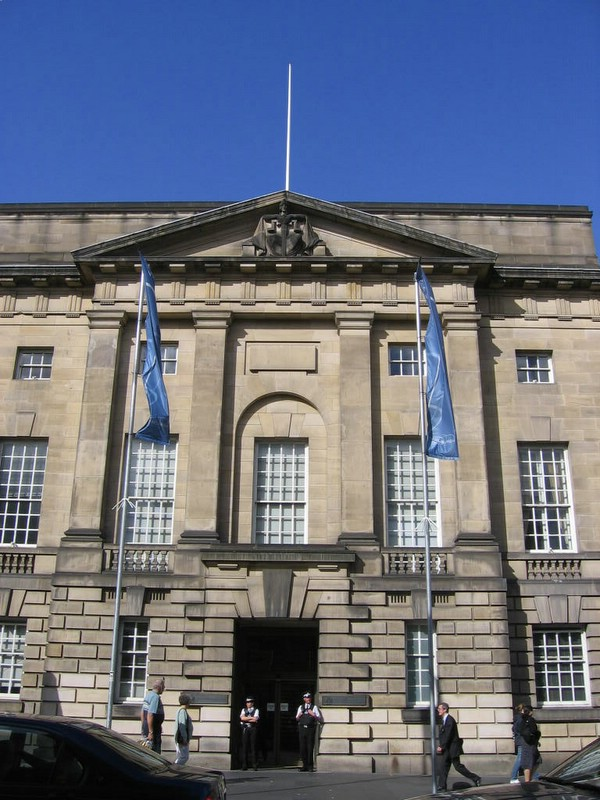
Toà án Tư pháp cấp cao, Edinburgh

Luật Scots có cơ sở từ luật La Mã, gồm các đặc điểm từ dân luật bất thành văn có từ Corpus Juris Civilis, và thông luật từ các nguồn Trung Cổ. Các điều khoản trong hiệp định liên hiệp với Anh vào năm 1707 đảm bảo Scotland tiếp tục duy trì một hệ thống pháp luật riêng biệt với Anh và Wales. Trước năm 1611, tồn tại một vài hệ thống luật khu vực tại Scotland, đáng chú ý nhất là luật Udal tại Orkney và Shetland, dựa theo luật Norse cổ. Các hệ thống khác bắt nguồn từ thông luật Celt hoặc Brehon tồn tại ở Highlands cho đến thế kỷ XIX.
Luật Scots quy định ba loại hình toà án chịu trách nhiệm áp dụng công lý: dân sự, hình sự và huy hiệu. Toà án dân sự tối cao là Court of Session, song chống án dân sự có thể tiến hành đến Toà án Tối cao Anh Quốc. Toà án Tư pháp cấp cao là toà án hình sự tối cao tại Scotland. Court of Session đặt tại Toà nhà Nghị viện thuộc Edinburgh, cũng là trụ sở của Nghị viện Scotland trước khi liên hiệp, còn Toà án Tư pháp cấp cao và Toà án Phúc thẩm tối cao nay nằm tại Lawnmarket. Toà án địa phương là toà án hình sự và dân sự chủ yếu, xét xử hầu hết vụ án. Scotland có 49 toà án địa phương..
Trong nhiều thập niên, hệ thống pháp luật Scots có tính độc nhất do là hệ thống pháp luật duy nhất không có nghị viện. Điều này kết thúc khi Nghị viện Scotland hình thành. Nhiều đặc điểm trong hệ thống được bảo toàn. Về hình sự, hệ thống pháp luật Scotland độc nhất do có ba phán quyết có thể tuyên: "có tội", "không có tội" và "không chứng minh". "Không có tội" và "không chứng minh" đều dẫn đến kết quả trắng án, thường là không có khả năng xét xử lại do nguyên tắc không xét xử hai lần với một lời buộc tội. Nhiều luật của Scotland khác biệt so với bộ phận còn lại của Anh Quốc, và nhiều thuật ngữ khác biệt do khái niệm pháp lý nhất định như ngộ sát tại Anh và Wales tương tự tội giết người phạm tội tại Scotland. Thủ tục pháp lý cũng khác biệt, các bồi thẩm đoàn trong các vụ án hình sự gồm 15 người, nhiều hơn so với thông thường tại nhiều quốc gia khác.

## Quân sự
Mặc dù Scotland có truyền thống quân sự lâu đời từ trước đạo luật liên hiệp với Anh, song quân đội hiện thời là một phần của quân đội Liên hiệp Anh. Năm 2006, các trung đoàn thuộc sư đoàn Scotland được hợp nhất thành trung đoàn hoàng gia Scotland.
Nhờ vào địa hình và sự xa xôi hiểm trở, nhiều nơi của Scotland là nhà của các cơ sở quốc phòng bảo mật gây nhiều phản ứng khác nhau của công chúng. Giữa năm 1960 và 1991, Holy Loch là căn cứ của hạm đội tàu ngầm mang hỏa tiễn liên lục địa Polaris. Ngày nay, căn cứ hải quân Clyde, cách Glasgow 25 mi (40 km) về phía tây, là căn cứ cho 4 tàu ngầm lớp Vanguard được trang bị hoả tiễn liên lục địa Trident. Tàu chiến HMS Caledonia ở Rosyth, Fife được dùng như là căn cứ tiếp tế cho các hoạt động hải quân ở Scotland và cũng như là văn phòng vùng của hải quân ở Scotland và Bắc Ireland. Cơ sở phát triển lò phản ứng hạt nhân của hải quân hoàng gia đặt tại Dounreay, và cũng là nơi dành cho chương trình phát triển lò phản ứng nhiệt hạch của Liên hiệp Vương quốc Anh và Bắc Ireland. Tàu chiến HMS Gannet là trạm tìm kiếm và cứu cấp có căn cứ ở phi trường Prestwick, Ayrshire sử dụng 3 trực thăng Seaking Mk 5. Tàu RM Condor ở Arbroath, Angus là nhà của lực lượng đặc công 45, thuộc thủy quân lục chiến hoàng gia.
Hiện tại Scotland có đến 3 căn cứ không quân hoàng gia quan trọng: Không quân hoàng gia Lossiemouth cho máy bay tiêm kích Panavia Tornado, Không quân hoàng gia Kinloss là căn cứ của máy bay tuần tra lãnh hải Nimrod và cuối cùng là Không quân hoàng gia Leuchars là căn cứ không quân phòng không viễn bắc tại Vương quốc liên hiệp. Vùng bầu trời mở để thử nghiệm bắn đạn thật vũ khí hạch tâm yếu (depleted uranium) duy nhất trên quần đảo Anh l là ở gần Dundrennan. Kết quả là trên 7000 đạn dược có phóng xạ nằn dưới đáy biển vịnh Solway Firth. Điều này gây nhiều lo ngại về môi trường. Số lượng nhiều các căn cứ quân sự ở Scotland khiến nhiều người gọi Scotland bằng thuật ngữ pháo đài. Năm 2004, số đất đai sử dụng bởi Bộ Quốc phòng tại Scotland (sở hữu, mướn hoặc có quyền pháp lý) là 115.200 Ha tiêu biểu cho khoảng 31% đất sử dụng cho quốc phòng của cả Anh Quốc.

## Nhân khẩu
| Dân cư Scotland theo dân tộc (2011) | Dân cư Scotland theo dân tộc (2011) | Dân cư Scotland theo dân tộc (2011) | Dân cư Scotland theo dân tộc (2011) |
|                                     | % tổng dân số                       | Dân số                              |                                     |
| ----------------------------------- | ----------------------------------- | ----------------------------------- | ----------------------------------- |
| Scotland da trắng                   | 84,0                                | 4.445.678                           |                                     |
| Anh Quốc da trắng khác              | 7,9                                 | 417.109                             |                                     |
| Ireland da trắng                    | 1,0                                 | 54.090                              |                                     |
| Gypsy/Du cư da trắng                | 0,1                                 | 4.212                               |                                     |
| Ba Lan da trắng                     | 1,2                                 | 61.201                              |                                     |
| Da trắng khác                       | 1,9                                 | 102.117                             |                                     |
| Tổng cộng da trắng                  | 96,0                                | 5.084.407                           |                                     |
| Pakistan                            | 0,9                                 | 49.381                              |                                     |
| Ấn Độ                               | 0,6                                 | 32.706                              |                                     |
| Bangladesh                          | 0,1                                 | 3.788                               |                                     |
| Trung Quốc                          | 0,6                                 | 33.706                              |                                     |
| Khác                                | 0,4                                 | 21.097                              |                                     |
| Châu Á                              | 2,7                                 | 140.678                             |                                     |
| Caribe                              | 0,1                                 | 3.430                               |                                     |
| Da đen                              | <0,1                                | 2.380                               |                                     |
| Caribe hoặc Da đen khác             | <0,1                                | 730                                 |                                     |
| Caribe hoặc Da đen                  | 0,1                                 | 6,540                               |                                     |
| Châu Phi                            | 0,6                                 | 29.186                              |                                     |
| Châu Phi khác                       | <0.1                                | 452                                 |                                     |
| Châu Phi                            | 0,6                                 | 29.638                              |                                     |
| Hỗn chủng hoặc đa dân tộc           | 0,4                                 | 19.815                              |                                     |
| Ả Rập                               | 0,2                                 | 9.366                               |                                     |
| Khác                                | 0,1                                 | 4.959                               |                                     |
| Dân tộc khác                        | 0,3                                 | 14.325                              |                                     |
| Tổng dân số                         | 100,00                              | 5.295.403                           |                                     |

Dân số Scotland theo điều tra năm 2001 đạt 5.062.011. Con số này tăng lên mức 5.295.400 theo điều tra năm 2011, là mức cao nhất trong lịch sử. Theo điều tra năm 2011, 62% dân số Scotland nhận dạng dân tộc của bản thân là "chỉ Scotland", 18% là "Scotland và Anh Quốc", 8% là "chỉ Anh Quốc" và 4% chọn "chỉ nhận dạng khác".
Edinburgh là thủ đô của Scotland, song thành phố lớn nhất là Glasgow với hơn 584.000 cư dân. Khu thành thị Đại Glasgow có dân số khoảng 1,2 triệu, chiếm một phần tư dân số Scotland. Central Belt (dải trung tâm) là nơi có hầu hết các thành thị chính của Scotland, như Glasgow, Edinburgh, Dundee và Perth. Thành phố lớn duy nhất của Scotland nằm bên ngoài Central Belt là Aberdeen.
Về tổng thể, chỉ có các đảo dễ tiếp cận và diện tích lớn là vẫn có người ở. Hiện nay, ít hơn 90 đảo có người ở. Southern Uplands về cơ bản có tính chất nông thôn và nông-lâm nghiệp chi phối kinh tế. Do các vấn đề nhà ở tại Glasgow và Edinburgh, năm đô thị mới được lập ra từ năm 1947 đến năm 1966: East Kilbride, Glenrothes, Livingston, Cumbernauld và Irvine.
Nhập cư sau Chiến tranh thế giới thứ hai hình thành các cộng đồng Nam Á nhỏ tại Glasgow, Edinburgh và Dundee. Năm 2011, một ước tính là có 49.000 người Pakistan sống tại Scotland, khiến đây là nhóm lớn nhất không phải da trắng. Từ khi Liên minh châu Âu mở rộng, có nhiều người từ Trung và Đông Âu chuyển đến Scotland, và theo điều tra năm 2011 có 61.000 người Ba Lan sống tại đây.

Bản đồ biểu ý về dân số Scotland. Kích thước các hội đồng tương ứng với tỷ lệ dân số.

Scotland có ba ngôn ngữ được công nhận chính thức: Anh, Scots và Gael Scotland. Tiếng Anh tiêu chuẩn Scotland là một dạng tiếng Anh, nằm tại một đầu của thể liên tục phương ngữ lưỡng cực, với đầu kia là tiếng Scots nói chung. Tiếng Anh tiêu chuẩn Scotland có thể chịu ảnh hưởng ở mức độ khác nhau từ tiếng Scots. Điều tra năm 2011 cho thấy rằng 63% cư dân "không có kỹ năng tiếng Scots". Những người khác nói tiếng Anh Highlands. Tiếng Gael được nói nhiều nhất tại quần đảo phía tây, tại đó một tỷ lệ lớn cư dân vẫn nói ngôn ngữ này; tuy nhiên trên toàn quốc việc sử dụng nó bị hạn chế trong 1% dân số. Số lượng người nói tiếng Gael tại Scotland giảm từ 250.000 vào năm 1881 xuống 60.000 vào năm 2008.
Số người có tổ tiên Scotland sinh sống tại hải ngoại đông hơn tổng dân số Scotland. Theo điều tra năm 2000, có 9,2 triệu người Mỹ tự nhận có một phần nhất định tổ tiên Scotland. Cư dân Tin Lành tại Bắc Ireland chủ yếu có nguồn gốc từ vùng thấp của Scotland, và theo ước tính có hàng triệu hậu duệ của di dân Ireland gốc Scotland hiện sống tại Hoa Kỳ. Tại Canada, cộng đồng gốc Scotland có 4,7 triệu người. Khoảng 20% người định cư châu Âu ban đầu tại New Zealand đến từ Scotland.
Trong tháng 8 năm 2012, dân số Scotland đạt mức cao nhất trong lịch sử là 5,25 triệu. Nguyên nhân là do lượng sinh vượt lượng tử đồng thời do nhập cư. Năm 2011, 43.700 người chuyển từ Anh, Wales và Bắc Ireland đến sống tại Scotland.
Tổng tỷ suất sinh (TFR) tại Scotland nằm dưới mức thay thế là 2,1 (TFR là 1,73 vào năm 2011). Đa số ca sinh là của nữ giới không kết hôn (51,3% ca sinh ngoài hôn nhân vào năm 2012). Tuổi thọ dự tính của người sinh tại Scotland giai đoạn 2012-2014 là 77,1 năm đối với nam giới và 81,1 năm đối với nữ giới. Đây là mức thấp nhất trong số bốn quốc gia của Anh Quốc.

| 20 cities or towns lớn nhất tại Scotland Điều tra năm 2011 | 20 cities or towns lớn nhất tại Scotland Điều tra năm 2011 | 20 cities or towns lớn nhất tại Scotland Điều tra năm 2011 | 20 cities or towns lớn nhất tại Scotland Điều tra năm 2011 | 20 cities or towns lớn nhất tại Scotland Điều tra năm 2011 | 20 cities or towns lớn nhất tại Scotland Điều tra năm 2011 | 20 cities or towns lớn nhất tại Scotland Điều tra năm 2011 | 20 cities or towns lớn nhất tại Scotland Điều tra năm 2011 | 20 cities or towns lớn nhất tại Scotland Điều tra năm 2011 | 20 cities or towns lớn nhất tại Scotland Điều tra năm 2011 |
|                                                            | Hạng                                                       |                                                            | Khu vực hội đồng                                           | Dân số                                                     | Hạng                                                       |                                                            | Khu vực hội đồng                                           | Dân số                                                     |                                                            |
| ---------------------------------------------------------- | ---------------------------------------------------------- | ---------------------------------------------------------- | ---------------------------------------------------------- | ---------------------------------------------------------- | ---------------------------------------------------------- | ---------------------------------------------------------- | ---------------------------------------------------------- | ---------------------------------------------------------- | ---------------------------------------------------------- |
| Glasgow Edinburgh                                          | 1                                                          | Glasgow                                                    | Glasgow City                                               | 590.507                                                    | 11                                                         | Dunfermline                                                | Fife                                                       | 49.706                                                     | Aberdeen Dundee                                            |
| Glasgow Edinburgh                                          | 2                                                          | Edinburgh                                                  | City of Edinburgh                                          | 459.366                                                    | 12                                                         | Inverness                                                  | Highland                                                   | 48.201                                                     | Aberdeen Dundee                                            |
| Glasgow Edinburgh                                          | 3                                                          | Aberdeen                                                   | Aberdeen City                                              | 195.021                                                    | 13                                                         | Perth                                                      | Perth and Kinross                                          | 46.970                                                     | Aberdeen Dundee                                            |
| Glasgow Edinburgh                                          | 4                                                          | Dundee                                                     | Dundee City                                                | 147.285                                                    | 14                                                         | Ayr                                                        | South Ayrshire                                             | 46.849                                                     | Aberdeen Dundee                                            |
| Glasgow Edinburgh                                          | 5                                                          | Paisley                                                    | Renfrewshire                                               | 78.834                                                     | 15                                                         | Kilmarnock                                                 | East Ayrshire                                              | 46.159                                                     | Aberdeen Dundee                                            |
| Glasgow Edinburgh                                          | 6                                                          | East Kilbride                                              | South Lanarkshire                                          | 74.395                                                     | 16                                                         | Greenock                                                   | Inverclyde                                                 | 44.248                                                     | Aberdeen Dundee                                            |
| Glasgow Edinburgh                                          | 7                                                          | Livingston                                                 | West Lothian                                               | 56.269                                                     | 17                                                         | Coatbridge                                                 | North Lanarkshire                                          | 43.841                                                     | Aberdeen Dundee                                            |
| Glasgow Edinburgh                                          | 8                                                          | Hamilton                                                   | South Lanarkshire                                          | 53.188                                                     | 18                                                         | Glenrothes                                                 | Fife                                                       | 39.277                                                     | Aberdeen Dundee                                            |
| Glasgow Edinburgh                                          | 9                                                          | Cumbernauld                                                | North Lanarkshire                                          | 52.270                                                     | 19                                                         | Airdrie                                                    | North Lanarkshire                                          | 37.132                                                     | Aberdeen Dundee                                            |
| Glasgow Edinburgh                                          | 10                                                         | Kirkcaldy                                                  | Fife                                                       | 49.709                                                     | 20                                                         | Stirling                                                   | Stirling                                                   | 36.142                                                     | Aberdeen Dundee                                            |

### Tôn giáo
Trên một nửa (54%) dân số Scotland được ghi nhận là tín đồ Cơ Đốc giáo trong khi gần 37% được ghi nhận là không tôn giáo theo điều tra năm 2011.
Kể từ Cách mạng tôn giáo Scotland năm 1560, giáo hội quốc gia (Giáo hội Scotland) được phân loại là Tin Lành và theo thần học Cải cách. Từ năm 1689, có một hệ thống Trưởng Lão về chính thể giáo hội, độc lập với nhà nước. Giáo hội có 398.389 thành viên, chiếm khoảng 7,5% tổng dân số, song theo một nghiên cứu vào năm 2014, 27,8% hay 1,5 triệu người Scotland là tín đồ, nhận Giáo hội Scotland là tôn giáo của mình. Giáo hội vận hành một cấu trúc giáo xứ theo lãnh thổ, mỗi cộng đồng tại Scotland có một giáo đoàn.
Scotland cũng có số lượng tín đồ Công giáo La Mã đáng kể, 19% dân số bày tỏ theo tôn giáo này, đặc biệt là tại miền tây. Sau cách mạng tôn giáo, Công giáo La Mã tại Scotland tiếp tục tồn tại ở Highlands và một số đảo miền tây như Uist và Barra, và họ được củng cố trong thế kỷ XIX nhờ di dân từ Ireland. Các giáo phái Cơ Đốc giáo khác tại Scotland gồm Giáo hội Tự Do Scotland và các nhánh Tin Lành khác. Giáo hội lớn thứ ba của Scotland là Giáo hội Giám nhiệm Scotland.
Hồi giáo là tôn giáo phi Cơ Đốc lớn nhất tại Scotland (ước tính có khoảng 75.000 tín đồ, chiếm 1,4% dân số), ngoài ra Scotland còn có các cộng đồng đáng kể về Do Thái giáo, Ấn Độ giáo, Sikh giáo, đặc biệt là tại Glasgow. Tu viện Phật giáo Tây Tạng Samyé Ling gần Eskdalemuir là cơ sở Phật giáo đầu tiên tại Tây Âu.

## Y tế
Y tế tại Scotland chủ yếu do NHS Scotland cung cấp, đây là hệ thống y tế công cộng của Scotland. Hệ thống hình thành vào năm 1948 cùng với khởi đầu NHS tại Anh và Wales. Tuy nhiên, từ trước năm 1948, một nửa lãnh thổ Scotland đã có hệ thống y tế do nhà nước tài trợ, do Dịch vụ Y tế Highlands và Islands cung ứng. Chính sách và tài trợ y tế là trách nhiệm của Bộ Y tế thuộc Chính phủ Scotland.
Năm 2008, NHS Scotland có khoảng 158.000 nhân viên, gồm trên 47.500 y tá, hộ sinh và thanh tra y tế cùng trên 3.800 chuyên viên. Ngoài ra, còn có trên 12.000 bác sĩ, thầy thuốc gia đình và các chuyên gia y tế liên kết như nha sĩ, bác sĩ nhãn khoa và dược sĩ cộng đồng, họ hoạt động với tư cách thầu khoán độc lập cung cấp nhiều dịch vụ trong NHS để nhận lấy phí và trợ cấp. Các khoản này bị loại bỏ vào tháng 5 năm 2010, và các đơn thuốc hoàn toàn miễn phí, song các nha sĩ và bác sĩ nhãn khoa có thể tính phí nếu thu nhập hộ gia đình của bệnh nhân trên mức nhất định, khoảng 30.000 bảng mỗi năm.

## Kinh tế

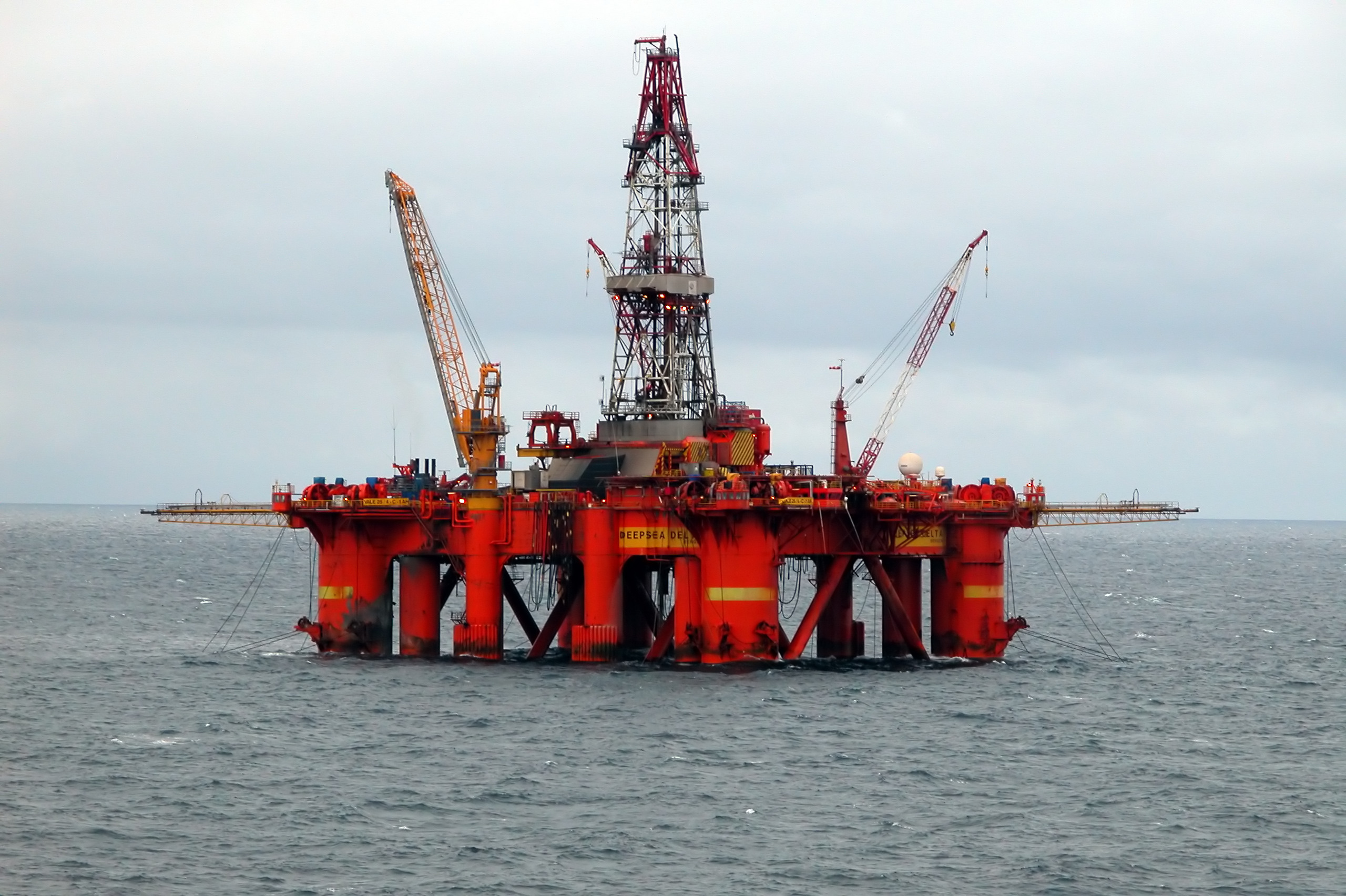
Một giàn khoan trên biển Bắc

Scotland có kinh tế hỗn hợp mở theo mô hình phương Tây, liên kết mật thiết với phần còn lại của Anh Quốc và thế giới. Trong quá khứ, kinh tế Scotland chịu sự chi phối từ công nghiệp nặng được củng cố do ngành đóng tàu tại Glasgow, khai thác than đá và gang thép. Ngành công nghiệp liên quan đến dầu mỏ khai thác từ biển Bắc cũng là một lĩnh vực thu hút nhiều lao động từ thập niên 1970, đặc biệt là miền đông bắc của Scotland.
Trong tháng 2 năm 2012, Trung tâm Nghiên cứu Kinh tế và Kinh doanh kết luận rằng "Scotland không nhận trợ cấp ròng" từ Anh Quốc, do mức thuế bình quân lớn tại Scotland cân bằng với mức chi tiêu lớn. Một số liệu cho giai đoạn 2012–13 cho thấy rằng Scotland tạo ra 9,1% (53,1 tỷ bảng, tính cả dầu biển Bắc) thu thuế của Anh Quốc và nhận 9,3% (65,2 tỷ bảng) chi tiêu. Thiếu hụt chi tiêu công của Scotland trong giai đoạn 2012–13 là 12 tỷ bảng, tăng 3,5 tỷ bảng; trong giai đoạn tương tự thiếu hụt của Anh Quốc giảm 2,6 tỷ bảng. Trong ba thập niên qua, Scotland đóng góp thặng dư ngân sách tương đối khoảng 20 tỷ bảng cho kinh tế Anh Quốc.
Trong quý cuối của năm 2016, kinh tế Scotland suy thoái 0,2%; trong khi toàn Anh Quốc tăng trưởng 0,7%. Đến tháng 9 năm 2015, tỷ lệ Thất nghiệp tại Scotland là 5,9%, cao hơn mức toàn Anh Quốc là 5,5%, trong khi tỷ lệ việc làm tại Scotland là 74,0%, cao hơn mức 73,5% của Anh Quốc. Quá trình phi công nghiệp hoá trong thập niên 1970 và 1980 tạo ra chuyển đổi từ tập trung vào sản xuất sang kinh tế định hướng dịch vụ nhiều hơn.
Edinburgh là trung tâm dịch vụ tài chính của Scotland, có nhiều hãng tài chính lớn đặt tại đây như Lloyds Banking Group (chủ sở hữu của HBOS); Royal Bank of Scotland quốc doanh và Standard Life. Edinburgh được xếp hạng 15 trong danh sách các trung tâm tài chính thế giới vào năm 2007, song xuống thứ 37 vào năm 2012, gây tổn hại đến danh tiếng, và trong năm 2016 xếp hạng 56/86.
Năm 2014, tổng lượng xuất khẩu của Scotland (loại trừ mậu dịch quốc nội Anh Quốc) ước tính đạt 27,5 tỷ bảng. Các sản phẩm xuất khẩu chính của Scotland gồm whisky, điện tử và dịch vụ tài chính. Hoa Kỳ, Hà Lan, Đức, Pháp và Na Uy là các thị trường xuất khẩu chính của Scotland. GDP của Scotland, bao gồm dầu khí sản xuất trong vùng biển Scotland, ước tính đạt 150 tỷ bảng vào năm 2012. Scotland sẽ nắm giữ 95% trữ lượng dầu khí của Anh Quốc nếu phân định biển dựa theo đường trung bình từ biên giới Anh-Scotland, dù dân số Scotland chỉ chiếm 9% toàn Anh Quốc. GDP danh nghĩa của Scotland ước tính đạt 152 tỷ bảng vào năm 2015. Năm 2014, GDP bình quân của Scotland nằm vào hàng cao nhất trong Liên minh châu Âu.
Whisky là một trong các mặt hàng được biết đến nhiều của Scotland. Xuất khẩu tăng 87% trong một thập niên đến năm 2012 và đạt giá trị 4,3 tỷ bảng vào năm 2013, chiếm 85% xuất khẩu đồ ăn và đồ uống của Scotland. Ngành này tạo ra 10.000 việc làm trực tiếp và 25.000 việc làm gián tiếp. Nó có thể đóng góp 400–682 triệu bảng cho Scotland, thay vì vài tỷ bảng, do có đến hơn 80% sản phẩm whisky do các công ty ngoài Scotland sở hữu.
Mặc dù Ngân hàng Anh là ngân hàng trung ương của Anh Quốc, song có ba ngân hàng chuyển khoản của Scotland phát hành tiền giấy bảng Anh: Ngân hàng Scotland; Ngân hàng Hoàng gia Scotland; và Ngân hàng Clydesdale. Giá trị của tiền giấy Scotland trong lưu thông vào năm 2013 đạt 3,8 tỷ bảng; được Ngân hàng Anh bảo lãnh bằng cách sử dụng quỹ ký gửi của mỗi ngân hàng chuyển khoản.

## Giáo dục

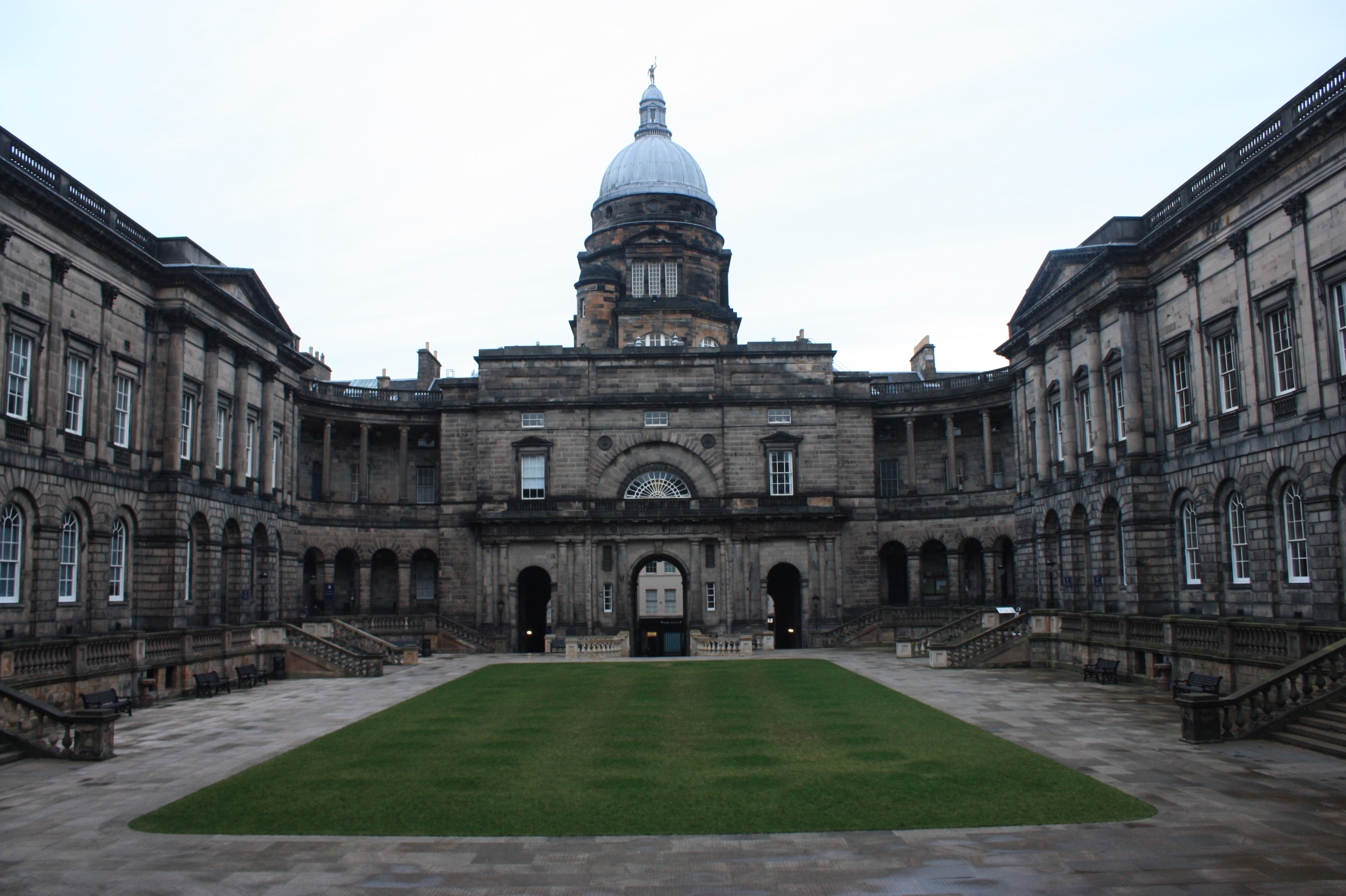
Đại học Edinburgh

Hệ thống giáo dục Scotland khác biệt so với phần còn lại của Anh Quốc. "Chương trình giảng dạy vì sở trường" đề ra khung chương trình cho thiếu niên từ 3 đến 18 tuổi. Toàn bộ trẻ em ba và bốn tuổi tại Scotland nhập học tại một điểm nhà trẻ miễn phí. Giáo dục tiểu học chính thức bắt đầu vào khoảng 5 tuổi và kéo dài trong 7 năm (P1–P7); trẻ em tại Scotland theo học để đạt chứng chỉ trung học từ năm 14 đến 16 tuổi. Nó bị loại bỏ và thay thế bằng chứng chỉ quốc gia về chương trình giảng dạy vì sở trường. Tuổi rời trường học là 16, sau đó học sinh có thể chọn ở lại trường và học để lấy các chứng chỉ Access, Intermediate hoặc Higher Grade và Advanced Higher. Một lượng nhỏ học sinh tại các trường tư thục, trường độc lập có thể học theo hệ thống của Anh và đạt các chứng chỉ GCSE và loại A cùng AS.
Scotland có 15 trường đại học, một số trường nằm trong số các đại học lâu năm nhất trên thế giới. Chúng gồm có Đại học St Andrews, Đại học Glasgow, Đại học Aberdeen và Đại học Edinburgh—nhiều trường nằm vào hàng tốt nhất tại Anh Quốc. Theo tỷ lệ với dân số, Scotland có nhiều trường đại học nhất trong top 100 của Bảng xếp hạng đại học thế giới QS vào năm 2012. Scotland sản sinh 1% nghiên cứu được công bố của thế giới dù chỉ chiếm dưới 0,1% dân số thế giới, và các cơ sở giáo dục bậc đại học chiếm 9% xuất khẩu lĩnh vực dịch vụ của Scotland.
Học phí do Cơ quan Giải thưởng Sinh viên Scotland (SAAS) quản lý, theo đó không tính phí với người được xác định là "sinh viên trẻ". Sinh viên trẻ được định nghĩa là người dưới 25 tuổi, không có con, chưa kết hôn hay có đối tác dân sự, và không vượt quá 3 năm sau thời gian giáo dục tập trung. Các đối tượng còn lại phải trả học phí, thường là từ 1.200 đến 1.800 bảng cho các khoá đại học. Học phí sau đại học có thể lên đến 3.400 bảng. Scotland có 43 trường cao đẳng, các trường này cấp chứng chỉ quốc gia, chứng chỉ quốc gia bậc cao, và bằng quốc gia bậc cao. Năm 2014, nghiên cứu của Văn phòng Thống kê Quốc gia Anh Quốc cho thấy rằng Scotland là quốc gia có giáo dục cao nhất tại châu Âu, và nằm trong các quốc gia được giáo dục tốt nhất thế giới xét theo trình độ giáo dục bậc đại học, với khoảng 40% người Scotland trong độ tuổi 16-64 được giáo dục đến NVQ bậc 4 và cao hơn. Dựa theo dữ liệu gốc của các khu vực thống kê EU, toàn bộ bốn khu vực của Scotland xếp hạng cao hơn đáng kể mức trung bình châu Âu về hoàn thành giáo dục bậc đại học đối với người trong độ tuổi 25-64.

## Văn hoá

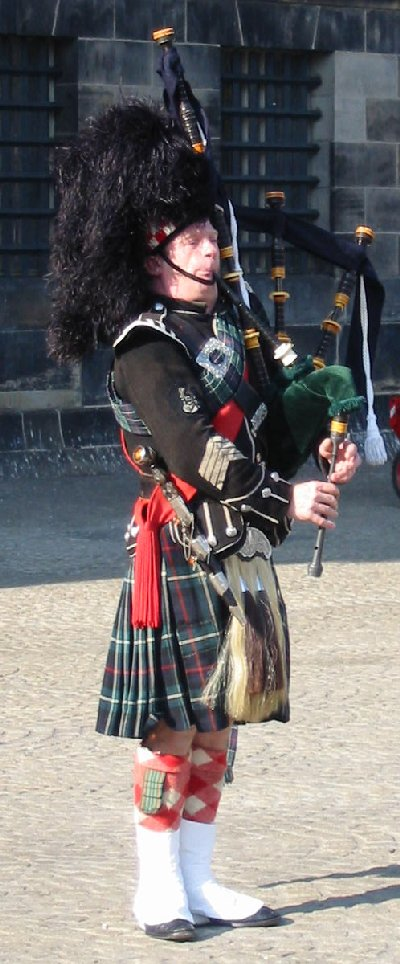
Một nhạc sĩ chơi kèn túi Great Highland

Âm nhạc Scotland là một khía cạnh quan trọng của văn hoá quốc gia, cả về ảnh hưởng truyền thống và hiện đại. Một nhạc cụ truyền thống nổi tiếng của Scotland là kèn túi Great Highland, một loại nhạc khí thổi gồm ba kèn và một ống giai điệu, liên tục tác động nhờ có khí dự trữ trong một túi. Các dàn nhạc kèn túi có đặc điểm là kèn túi và nhiều loại trống, họ giới thiệu các phong cách âm nhạc Scotland trong khi tạo ra các phong cách mới truyền bá ra thế giới. Clàrsach (đàn hạc), fiddle (violon) và phong cầm cũng là các nhạc cụ truyền thống Scotland, hai nhạc cụ sau là nét đặc biệt của các ban nhạc vũ điệu đồng quê Scotland. Có nhiều ban nhạc và nghệ sĩ âm nhạc của Scotland thành công trong nhiều thể loại, chẳng hạn như Annie Lennox, Amy Macdonald, Runrig, Boards of Canada, Cocteau Twins, Deacon Blue, Franz Ferdinand, Susan Boyle, Emeli Sandé, Texas, The View, The Fratellis, Twin Atlantic và Biffy Clyro. Các nhạc sĩ khác của Scotland có thể kể đến như Shirley Manson, Paolo Nutini và Calvin Harris.
Scotland có một di sản văn học từ Sơ kỳ Trung Cổ. Tác phẩm văn học sớm nhất còn tồn tại được sáng tác tại Scotland viết bằng tiếng Brython vào thế kỷ VI, song nó được bảo tồn với vị thế là bộ phận của văn học Wales. Văn học Hậu kỳ Trung Cổ gồm các tác phẩm viết bằng tiếng La Tinh, Gael, Anh cổ và Pháp. Văn bản lớn đầu tiên còn tồn tại viết bằng tiếng Scots sớm là sử thi Brus của John Barbour vào thế kỷ XIV, tập trung vào cuộc đời của Robert I, và ngay sau đó là một loạt tác phẩm lãng mạn và văn xuôi bằng bản ngữ. Trong thế kỷ XVI, bảo trợ của quân vương giúp phát triển kịch và thơ tiếng Scots, song việc James VI kế thừa vương vị Anh đã loại bỏ một trung tâm bảo trợ văn học và tiếng Scots bị đặt ngoài lề trong vai trò ngôn ngữ văn học. Quan tâm đến văn học tiếng Scots phục hồi trong thế kỷ XVIII với các nhân vật như James Macpherson, tập thơ Ossian khiến ông trở thành nhà thơ Scotland đầu tiên có được danh tiếng quốc tế và có ảnh hưởng lớn trong thời kỳ Khai sáng tại châu Âu. Nó cũng gây một ảnh hưởng lớn đến Robert Burns, là người cho là nhà thơ quốc gia của Scotland, và Walter Scott với bộ tiểu thuyết Waverley có đóng góp nhiều trong xác định bản sắc Scotland vào thế kỷ XIX. Vào khoảng cuối thời kỳ Victoria, một số tác giả sinh tại Scotland đạt được danh tiếng quốc tế trong vai trò là các nhà văn viết bằng tiếng Anh, như Robert Louis Stevenson, Arthur Conan Doyle, J. M. Barrie và George MacDonald. Trong thế kỷ XX, Phục hưng Scotland chứng kiến bùng nổ hoạt động văn học và các nỗ lực để cải tạo tiếng Scots thành một ngôn ngữ văn học thực thụ. Tiếp sau phong trào này là một thế hệ nhà thơ hậu chiến như Edwin Morgan, ông được Chính phủ Scotland bổ nhiệm làm Scots Makar đầu tiên vào năm 2004. Từ thập niên 1980, văn học Scotland trải qua một cuộc phục hưng lớn khác, đặc biệt liên hệ với một nhóm các nhà văn như Irvine Welsh. Các nhà thơ Scotland nổi lên trong giai đoạn này có thể kể đến như Carol Ann Duffy, ông là người Scots đầu tiên giành giải nhà thơ Anh Quốc.
Hình ảnh Thánh Andrew tuẫn đạo khi bị trói vào thánh giá hình chữ X xuất hiện lần đầu tại Vương quốc Scotland trong thời gian trị vì của William I. Sau khi Alexander III mất vào năm 1286, một hình ảnh của Andrew được sử dụng trên con dấu của Hộ vệ Scotland, là lực lượng giành quyền kiểm soát vương quốc trong giai đoạn vương vị để trống sau đó. Việc sử dụng một biểu trưng đơn giản hoá liên hệ với Thánh Andrew là "saltire" có nguồn gốc từ cuối thế kỷ XIV; Nghị viện Scotland ra sắc lệnh vào năm 1385 rằng các binh sĩ Scotland sẽ mang một Thập tự Thánh Andrew trước và sau áo chiến của mình. Việc sử dụng một nền xanh cho Thập tự Thánh Andrew được cho là bắt nguồn muộn nhất từ thế kỷ XV. Từ năm 1606, saltire cũng tạo thành bộ phận trong thiết kế Hiệu kỳ Liên minh. Ngoài ra còn nhiều biểu trưng và đồ tạo tác có tính biểu trưng khác, có vị thế chính thức và phi chính thức, như hoa kế là hoa tượng trưng, Tuyên ngôn Arbroath gồm một phát biểu về độc lập chính trị vào ngày 6 tháng 4 năm 1320, vải len kẻ ô vuông thường biểu thị cho một gia tộc Scotland cụ thể và hiệu kỳ sư tử hùng dũng của hoàng gia. Người dân Highlands có thể biết ơn James Graham vì bãi bỏ luật cấm mặc trang phục vải len kẻ ô vuông vào năm 1782.
Mặc dù không có quốc ca Scotland, song Flower of Scotland được cất lên trong các dịp đặc biệt và sự kiện thể thao như thi đấu bóng đá hay rugby liên quan đến đội tuyển quốc gia Scotland và từ năm 2010 cũng được chơi tại Đại hội Thể thao Thịnh vượng chung sau khi được các vận động viên Scotland tham gia thi đấu bỏ phiếu tán thành. Ngày Thánh Andrew là ngày 30 tháng 11, đây là ngày quốc khánh, song đêm Burns có xu hướng được cử hành rộng rãi hơn, đặc biệt là bên ngoài Scotland. Năm 2006, Nghị viện Scotland thông qua một đạo luật xác định đêm Burns là ngày lễ ngân hàng chính thức. Động vật quốc gia của Scotland là kỳ lân, nó là một biểu trưng huy hiệu Scotland từ thế kỷ XII.
Các báo quốc gia như Daily Record, The Herald, và The Scotsman đều được sản xuất tại Scotland. Các nhật báo khu vực quan trọng gồm Evening News tại Edinburgh, The Courier tại Dundee, The Press and Journal phục vụ Aberdeen và miền bắc. Scotland có đại diện trong Lễ hội Truyền thông Celtic, đây là nơi giới thiệu điện ảnh và truyền hình từ các quốc gia Celt. Truyền hình tại Scotland phần lớn tương tự như truyền hình toàn Anh Quốc, song hãng phát sóng quốc gia là BBC Scotland, một bộ phận của BBC, là hãng phát sóng công cộng của Anh Quốc. BBC Scotland vận hành ba kênh truyền hình quốc gia, các đài phát thanh quốc gia BBC Radio Scotland và BBC Radio nan Gaidheal, cùng các đài khác. Scotland cũng có một số chương trình bằng tiếng Gael. BBC Alba là kênh tiếng Gael quốc gia. Đài truyền hình thương mại chủ yếu của Scotland là STV.

### Thể thao
Scotland tổ chức các cuộc thi đấu thể thao quốc gia, và có đại diện độc lập trong một số sự kiện thể thao quốc tế như Giải vô địch bóng đá thế giới, Giải vô địch rugby liên hiệp thế giới, Giải vô địch rugby liên minh thế giới, Giải vô địch cricket thế giới, Giải vô địch bóng lưới thế giới, Đại hội thể thao Khối Thịnh vượng chung. Scotland có các cơ cấu quản lý thể thao quốc gia riêng biệt, như Hiệp hội bóng đá Scotland (hiệp hội bóng đá lâu năm thứ nhì thế giới) và Liên hiệp rugby Scotland. Các biến thể của bóng đá được chơi tại Scotland trong nhiều thế kỷ, ám chỉ sớm nhất từ 1424. Bóng đá là môn thể thao phổ biến nhất tại Scotland, và Scottish Cup là giải quốc gia lâu năm nhất thế giới.
Scotland thi đấu trận bóng đá quốc tế đầu tiên trên thế giới vào năm 1872 với Anh. Các câu lạc bộ của Scotland thành công trên đấu trường châu Âu khi Celtic giành cúp châu Âu năm 1967, Rangers và Aberdeen giành UEFA Cup Winners' Cup năm 1972 và 1983, và Aberdeen cũng giành UEFA Super Cup vào năm 1983.
Trò chơi golf hiện đại có nguồn gốc từ Scotland vào thế kỷ XV, quốc gia này được quảng bá là quê hương của golf. Đối với nhiều vận động viên golf, Old Course thuộc thị trấn St. Andrews của Fife được xem là địa điểm hành hương. Năm 1764, sân golf 18 lỗ tiêu chuẩn hình thành tại St Andrews khi các thành viên sửa đổi sân từ 22 thành 18 lỗ. Giải golf lâu năm nhất thế giới, và giải đấu đầu tiên là The Open Championship, chơi lần đầu vào ngày 17 tháng 10 năm 1860 tại câu lạc bộ golf Prestwick Golf Club, thuộc Ayrshire, Scotland, khi đó các vận động viên Scotland thắng các trận đầu tiên. Tồn tại nhiều sân golf nổi tiếng khác tại Scotland, như Carnoustie, Gleneagles, Muirfield và Royal Troon. Các điểm đặc trưng khác của văn hoá thể thao Scotland có các trò chơi Highlands, curling và shinty. Trong môn quyền Anh, Scotland có 13 nhà vô địch thế giới như Ken Buchanan, Benny Lynch và Jim Watt.
Scotland thi đấu trong mọi kỳ Đại hội thể thao Thịnh vượng chung từ năm 1930. Edinburgh đăng cai kỳ đại hội năm 1970 và 1986, Glasgow đăng cai kỳ đại hội năm 2014.

## Hạ tầng

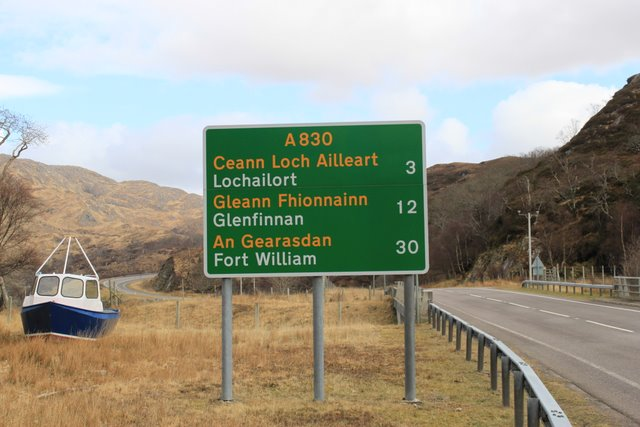
Biển chỉ dẫn song ngữ Gael-Anh xuất hiện khắp vùng Highlands và Hebrides.

Các xa lộ và trục đường chính tại Scotland do Cơ quan Giao thông Scotland quản lý. Các tuyến đường còn lại do nhà đương cục địa phương quản lý trong khu vực của họ.
Scotland có năm sân bay quốc tế lớn (Glasgow, Edinburgh, Aberdeen, Glasgow Prestwick và Inverness), chúng phục vụ 150 điểm đến quốc tế với các chuyến bay định kỳ và thuê bao đa dạng. GIP điều hành sân bay Edinburgh và BAA điều hành Aberdeen và Glasgow Quốc tế, trong khi Highland and Islands Airports điều hành 11 sân bay khu vực như Inverness, chúng phục vụ các địa phương hẻo lánh hơn. Chính phủ Scotland sở hữu Glasgow Prestwick, họ mua sân bay từ Infratil với số tiền không đáng kể.
Network Rail Infrastructure Limited sở hữu và vận hành các tài sản hạ tầng cố định của hệ thống đường sắt tại Scotland, trong khi Chính phủ Scotland duy trì chịu trách nhiệm tổng thể đối với chiến lược và tài trợ đường sắt tại Scotland. Hệ thống đường sắt Scotland có khoảng 350 ga và 3000 km đường ray. Trên 89,3 triệu lượt hành khách đi lại mỗi năm. Các tuyến đường sắt chính East Coast và West Coast liên kết các thành thị lớn của Scotland với nhau và với hệ thống đường sắt tại Anh. Virgin Trains cung cấp dịch vụ đường sắt liên thành phố giữa Glasgow, Edinburgh, Aberdeen và Inverness tới Luân Đôn. Dịch vụ đường sắt nội địa Scotland do ScotRail điều hành. Tuyến East Coast vượt qua vịnh Forth bằng cầu Forth. Cầu này hoàn thành vào năm 1890, cầu dầm chìa này được mô tả là "một trong các điểm nhấn được quốc tế công nhận của Scotland". Mạng lưới đường sắt của Scotland chịu sự quản lý của Transport Scotland.
Dịch vụ phà định kỳ hoạt động giữa đại lục Scotland và các đảo xa. Các phà phục vụ cả nhóm nội và ngoại Hebrides và chủ yếu nằm dưới quyền điều hành của công ty Caledonian MacBrayne quốc doanh. Dịch vụ phà đến nhóm đảo phía bắc nằm dưới quyền điều hành của Serco. Các tuyến khác do nhiều công ty điều hành, liên kết miền tây nam Scotland với Bắc Ireland. DFDS Seaways điều hành một dịch vụ chở hàng từ Rosyth, gần Edinburgh, đến Zeebrugge, Bỉ. Các tuyến khác do nhà đương cục địa phương vận hành.
Việc tăng lượng điện năng của Scotland được tiến hành thông qua năng lượng Mặt trời và năng lượng gió, một tỷ lệ đáng kể điện năng của Scotland được sản xuất theo cách này.